# Disney California Adventure Park
Disney California Adventure Park, afgekort DCA, is een attractiepark in het Disneyland Resort in Anaheim in de Amerikaanse staat Californië en is geopend in 2001 onder de naam Disney's California Adventure Park. Het thema van het park richt zich op "the spirit of optimism and the promise of endless opportunities" die gepaard gaan met de staat Californië, samen met diens diversiteit, bevolking en verhalen.
Het park heeft een oppervlakte van 72 acre (ongeveer 29 hectare) en werd gebouwd als onderdeel van de geplande uitbreiding die het toenmalige Disneyland deed veranderen in het Disneyland Resort.

## Geschiedenis

### Het begin

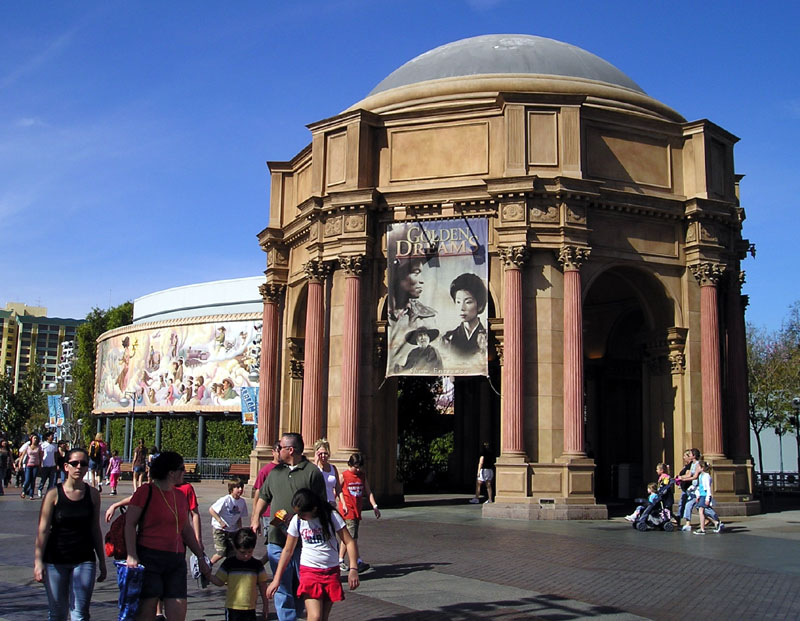
Voormalige attractie Golden Dreams.

Het terrein waarop het attractiepark zich bevindt deed eerst dienst als parkeerterrein voor het huidige Disneyland Park. Het parkeerterrein werd opgeheven en vervangen voor diverse parkeergarages. In de jaren 80 van de 20e eeuw had The Walt Disney Company plannen om een tweede Epcot, onder de naam Westcot, te realiseren tegenover Disneyland. Ook andere plannen voor een park aan de kust zijn uiteindelijk niet gerealiseerd. Uiteindelijk werd en gekozen voor een attractiepark waarbij 'het best van Californië' getoond zou gaan worden. Het plan en de ideeën waren grotendeels afkomstig van Disney-topman Michael Eisner. Echter, door forse financiële tegenslagen na de opening van Disneyland Parijs werd, om een nieuwe domper te voorkomen, het attractiepark zo goedkoop mogelijk gerealiseerd. Hierdoor werden diverse 'standaard' attracties gebouwd zoals een zweefmolen en wildemuis-achtbaan. Alleen de attractie Soarin' was het enige door Disney bedachte attractietype. Dit leverde het park veel negatieve kritiek op, waaronder dat het park geen Disney-uitstraling had en op een winkelcentrum leek. Ook voormalig ontwerpers waren negatief over het park. Attracties van het eerste uur waren onder meer: California Screamin', Soarin' en Grizzly River Run. Een deel van de attracties uit 2001 is inmiddels afgebroken en vervangen.

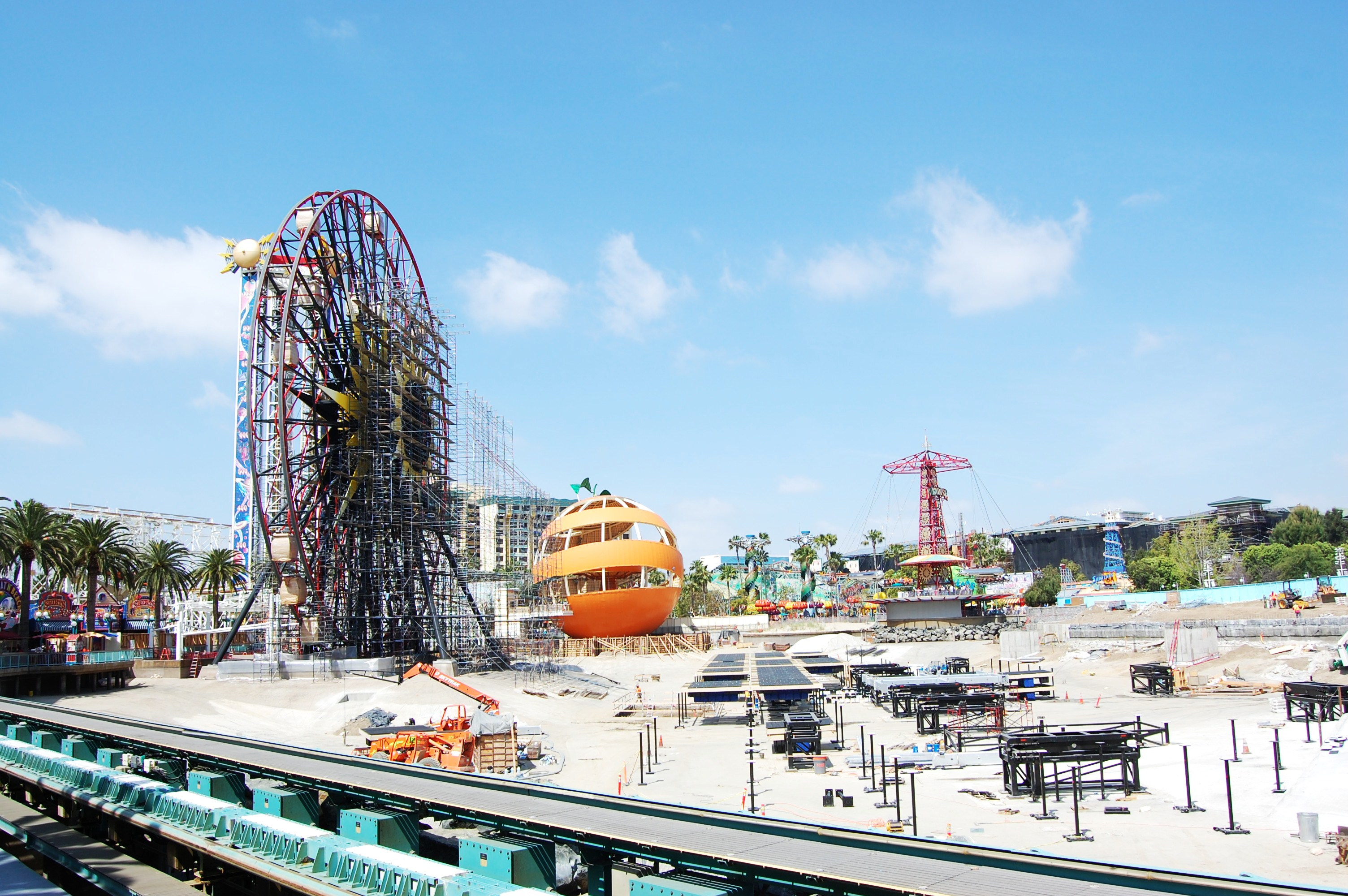
Bouwfoto

### Metamorfose
Na het vertrek van Disney-topman Eisner besloot, in de jaren 00, zijn opvolger Bob Iger dat het gehele park op de schop moest en Disney-karakters ook in het park welkom waren. Er werd hiervoor een bedrag van €800 miljoen vrijgemaakt. Zo kreeg het entreegebied een metamorfose naar het huidige themagebied Buena Vista Street en opende in 2008 de interactieve darkride Toy Story Midway Mania!. Ook werden er diverse oudere attracties verwijderd zoals Golden Dreams dat vervangen werd door de darkride The Little Mermaid ~ Ariel's Undersea Adventure en Superstar Limo dat vervangen werd door de darkride Monsters, Inc. Mike & Sulley to the Rescue!. In 2012 opende op een van de voormalige parkeerterreinen het themagebied Cars Land bestaand uit meerdere attracties waaronder de blikvanger Radiator Springs Racers. In 2016 werd bekendgemaakt dat The Twilight Zone Tower of Terror gesloten zal worden. Op 2 januari 2017 maakte het de laatste rit om daarna omgebouwd te worden naar de attractie Guardians of the Galaxy - Mission: Breakout!.
Vanwege de coronacrisis in de Verenigde Staten moest het park zijn deuren sluiten in maart 2020. In februari 2021 was het park nog steeds gesloten omdat het niet open mocht van de gouverneur. Achter de schermen ontstonden discussies met de autoriteiten, waarna The Walt Disney Company aangaf het hoofdkantoor naar Florida te willen verhuizen. Het attractiepark heropende uiteindelijk in de lente van 2021. Begin juni opende het themagebied Avenger Campus bestaand uit de nieuwe attractie Web Slingers: A Spider-Man Adventure, horecagelegenheid, souvenirwinkel en entertainmentlocaties.

## Attracties
Het attractiepark heeft een gevarieerd aanbod aan attracties van thrill-rides tot aan kinderattracties. Het attractiepark telt drie darkrides, waarmee dit attractietype het meest voorkomt in het park. Het park is dagelijks geopend van 08.00 uur tot 22.00 uur.

## Themagebieden
Disney California Adventure Park is opgedeeld in zeven verschillende themagebieden met elk hun eigen attracties, shows, horecagelegenheden en winkels. Kloksgewijs vanaf het ingangsgebied zijn dit Buena Vista Street, Hollywood Land, Cars Land, Pacific Wharf, Pixar Pier, Paradise Gardens Park en Grizzly Peak.
Voorheen bevonden zich in het park tevens de themagebieden Golden State, Paradise Pier en Sunshine Plaza. Deze gebieden zijn ofwel opgedeeld in kleinere gebieden, ofwel vervangen door nieuwe themagebieden. Vrijwel alle themagebieden vrijwijzen naar een gebied of specifieke cultuur in de staat Californië.
Het voormalige themagebied a bug's land, rondom het thema van A Bug's Life, is afgebroken om plaats te maken voor Avenger Campus.

### Buena Vista Street
Het thema van Buena Vista Street is een nostalgische blik op Californië (en met name Los Angeles) in de jaren '30, zonder daarbij historisch accuraat te willen zijn. Het focust zich op de aankomst van Walt Disney in Los Angeles en speelt in op het idee van 'een plek waar dromen uit kunnen komen.' Buena Vista Street vormt de ingangszone van het park en bevat daarmee de hoofdingang en alle bijbehorende faciliteiten. De hoofdingang van het park en het entreeplein is met name vormgegeven in Streamline Design-stijl. Daarnaast vormt Hollywood Boulevard een winkelstraat (de eigenlijke 'bouelvard') van deze ingangszone naar het verdeelplein van het park toe. De winkelstraat bevat onder meer een Starbucks-vestiging (onder de naam van Fiddler, Fifer & Practical Café) en enkele souvenirwinkels. Tevens is er een opstapplek voor de Red Car Trolleys te vinden. Aan het verdeelplein ligt een replica van het Carthay Circle Theatre, dat het Carthay Circle Restaurant huisvest. Op dit verdeelplein is tevens de Carthay Circle Fountain te vinden, een standbeeld van een jonge Walt Disney leunend op een koffer met Mickey Mouse (het Storytellers-beeld) en is gedurende de dag het straatentertainment Five & Dime en Red Car Trolley News Boys te vinden. Het verdeelplein heeft vertakkingen naar Hollywood Land, Pacific Wharf en Grizzly Peak. Vrijwel de gehele architectuur in het themagebied is gebouwd in Art deco.

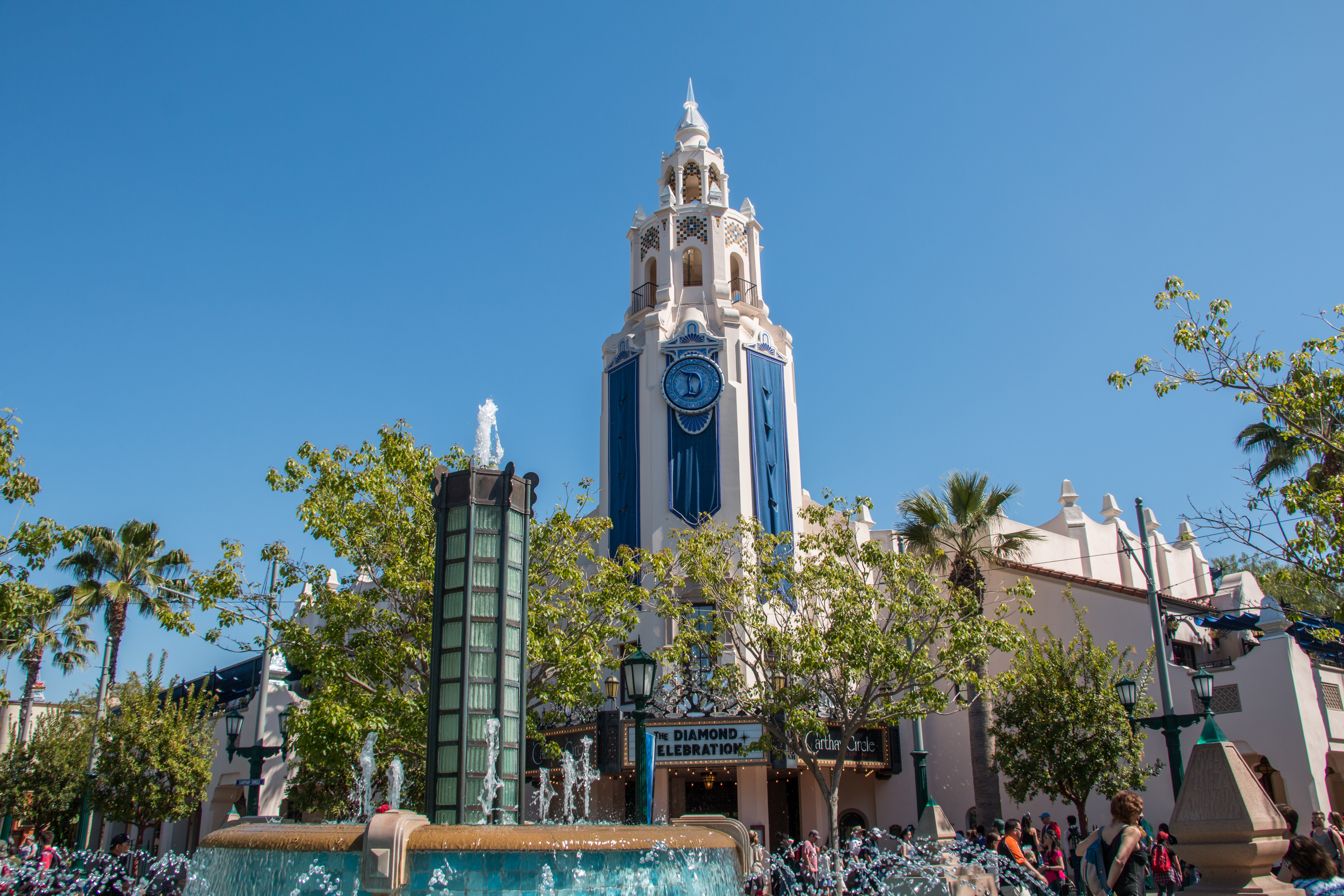
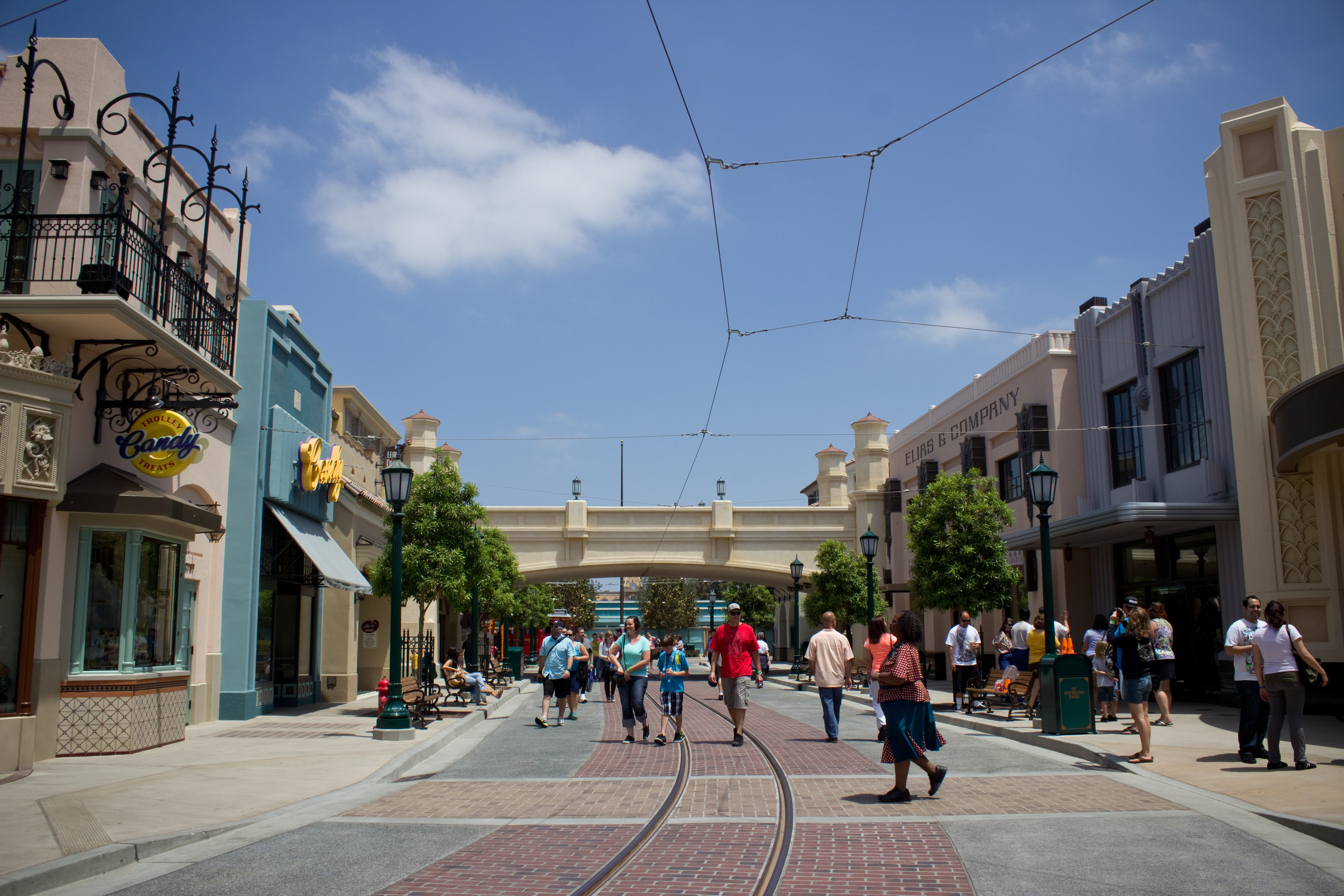
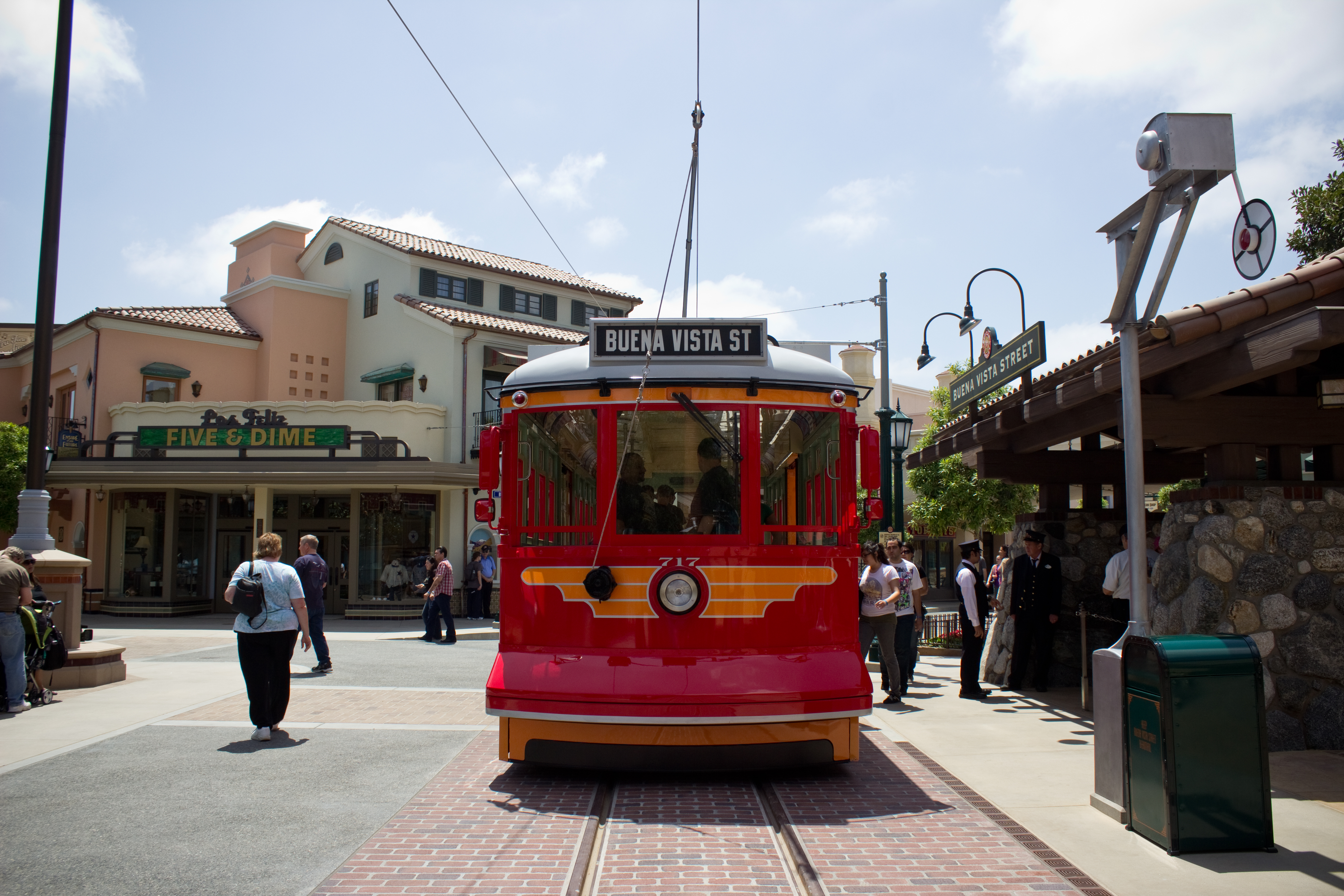
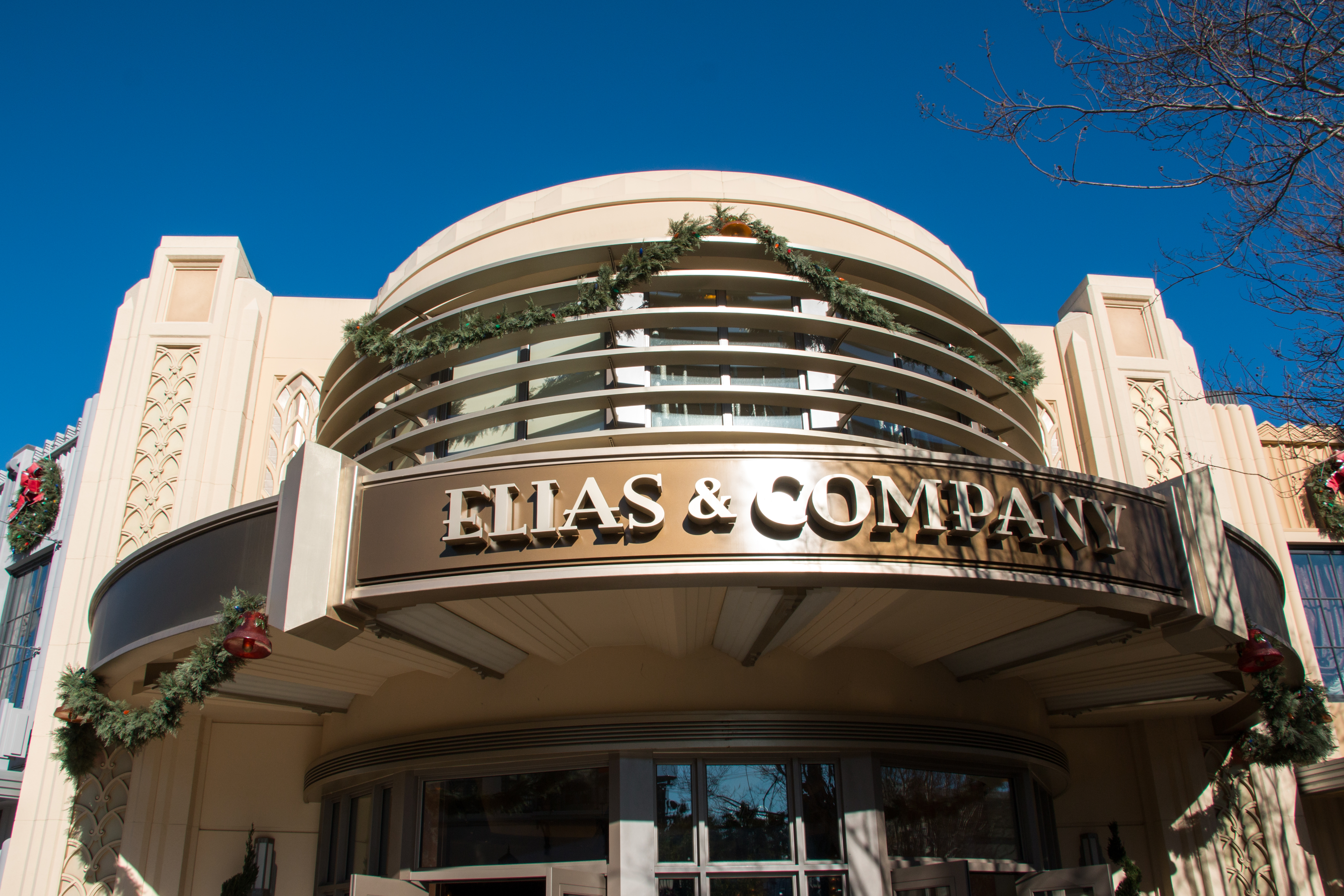

### Hollywood Land
Het thema van Hollywood Land is een nostalgische blik op het Hollwood uit de jaren '30, zonder daarbij historisch accuraat te willen zijn. Vanaf het verdeelplein in Buena Vista Street gezien bestaat het gebied uit een straat met aan het rechtergedeelte met name attractie- en showgebouwen en aan de linkerzijde met name horeca- en winkel gelegenheden. Het eerste gebouw aan de rechterzijde huisvest de show Disney Junior - Live on Stage!, het gebouw dat daarop volgt heet het Animation Building en huisvest de attracties Animaton Academy, Sorcerer's Workshop en Turtle Talk with Crush. Aan de linkerzijde bevindt zich het restaurant Award Wieners, met daarna een zijstraat die leidt naar een plein. Aan dit plein ligt de attractie Monsters, Inc. Mike & Sulley to the Rescue!. Aan het eind van de straat, tot slot, ligt op de kopse kant het Hyperion Theater, waarin de show  Frozen - Live at the Hyperion wordt opgevoerd. Aan het einde van deze zelfde straat ligt rechts een weg, die leidt naar Guardians of the Galaxy - Mission: Breakout! (voorheen The Twilight Zone Tower of Terror.) Tevens ligt hier een opstappunt voor de Red Car Trolley, Sunset Boulevard (voorheen The Hollywood Tower Hotel station).

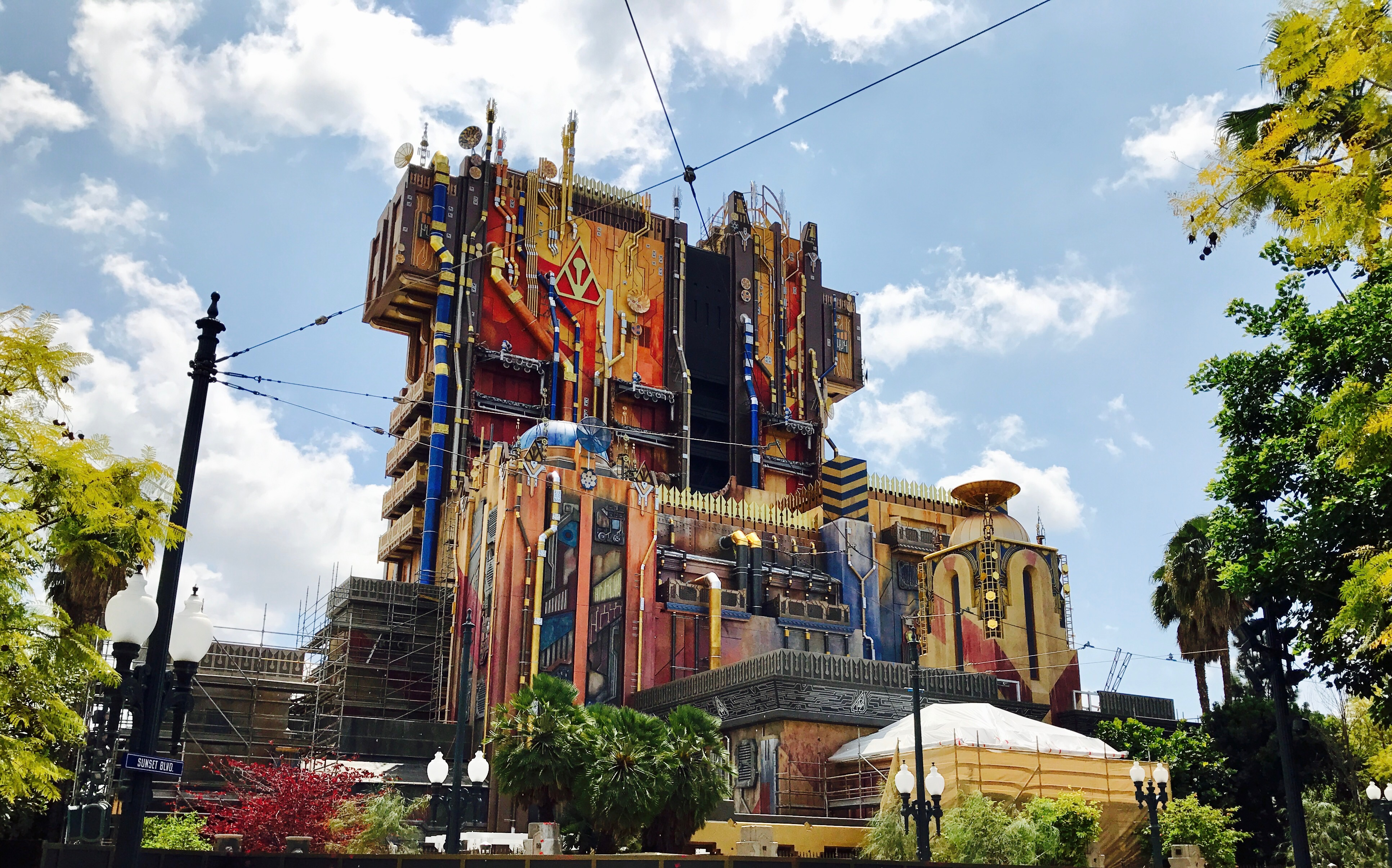
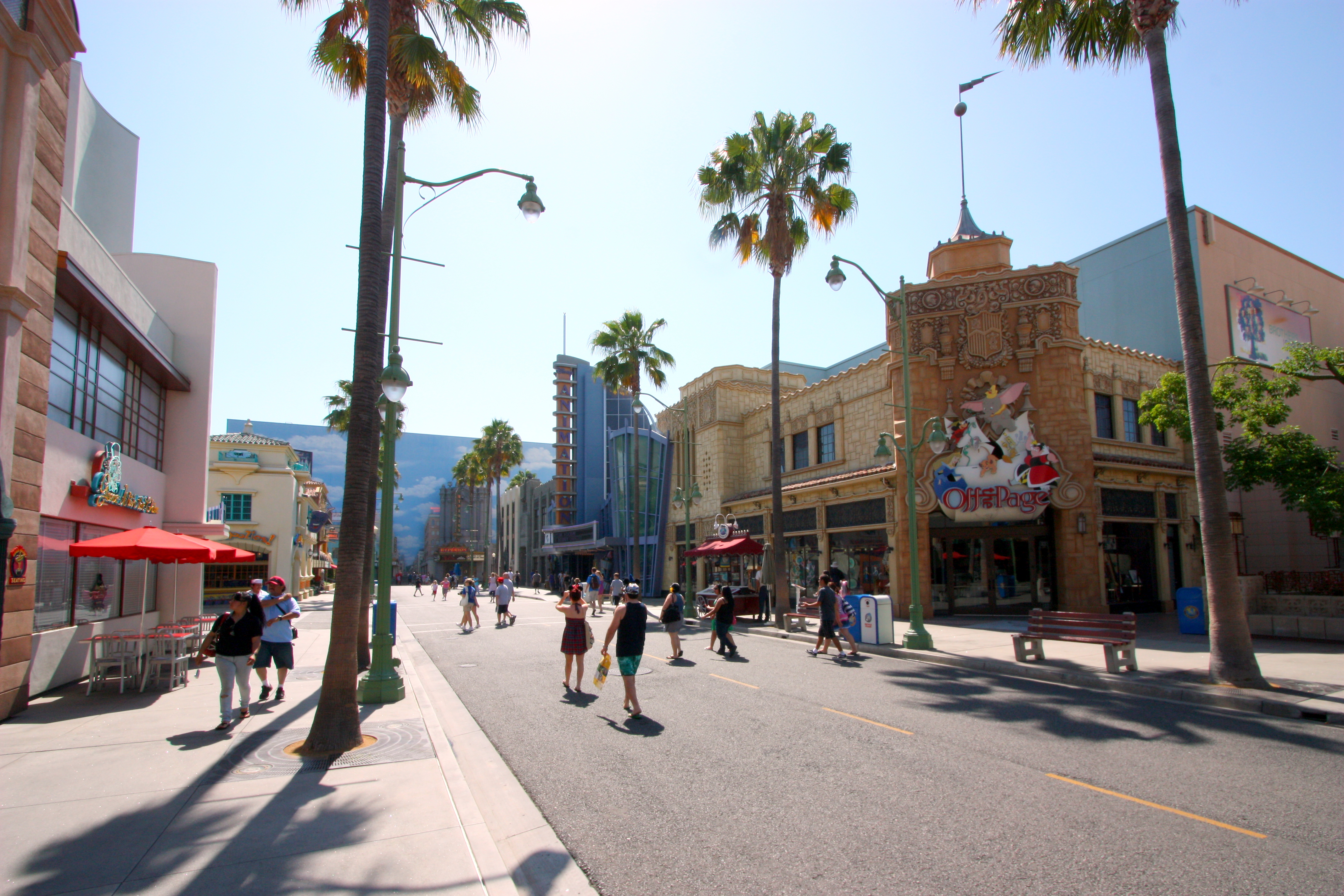
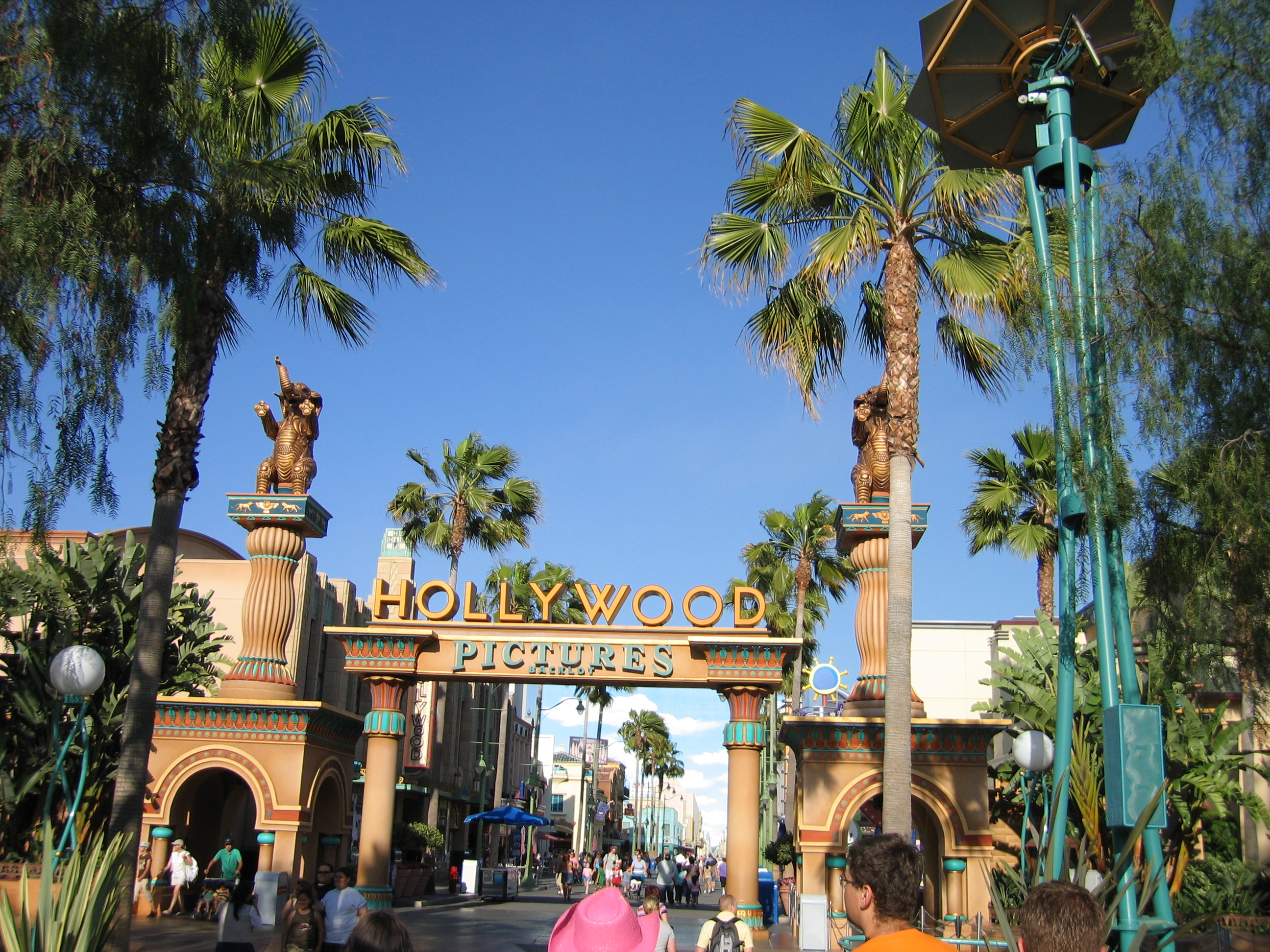
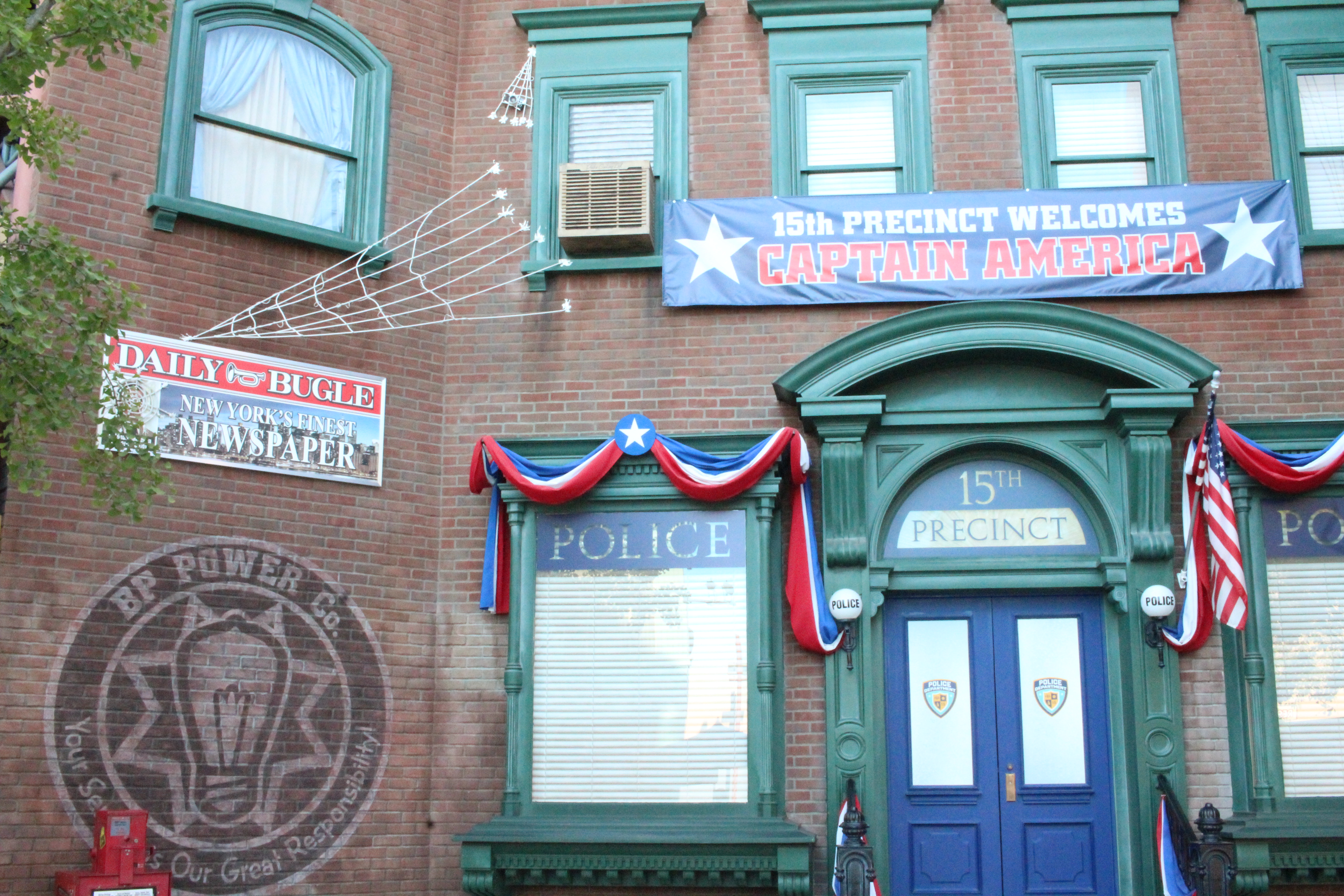
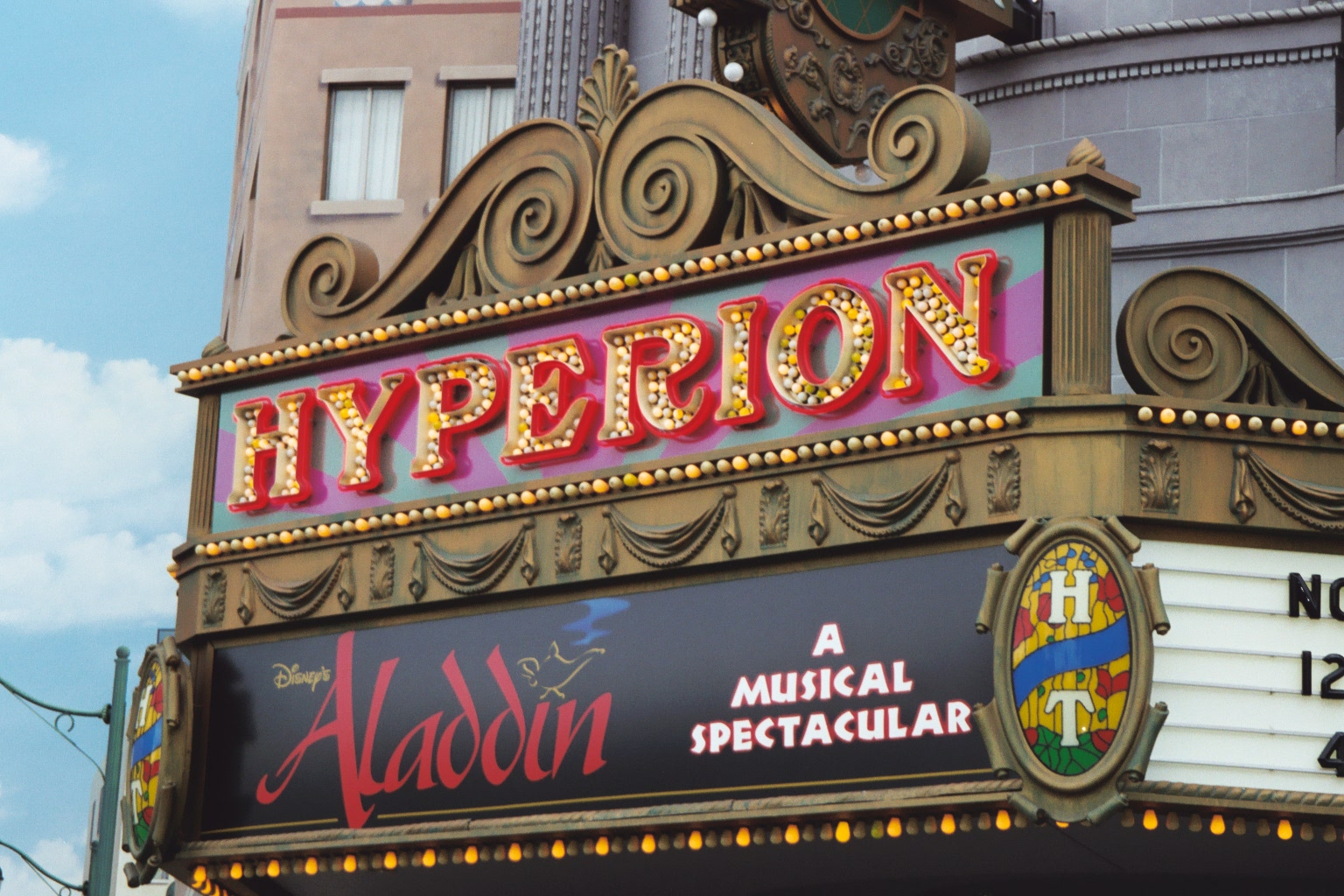

### Pacific Wharf
Pacific Wharf wordt opgesplitst in twee subgebieden door een hoofdweg die van het centrale verdeelplein naar Pixar Pier loopt. Eén subgebied richt zich qua thema met name op de wijnteelt in Napa Valley. Hier zijn vooral horecagelegenheden te vinden die een aanbod hebben met wijnen uit de Napa Valley-streek. Verder bevinden zich in het gebied een replica van een wijngaard en de tentoonstellingsruimte Walt Disney Imagineering Blue Sky Cellar. Het andere gedeelte van Pacific Wharf richt zich met name op de Fisherman's Wharf in San Francisco en de Cannery Row in Monterey. Het gebied huisvest de attractie The Bakery Tour. In het gebied zijn verder vooral horecagelegenheden te vinden. Het is dit laatste gedeelte van Pacific Wharf dat aan Cars Land grenst.

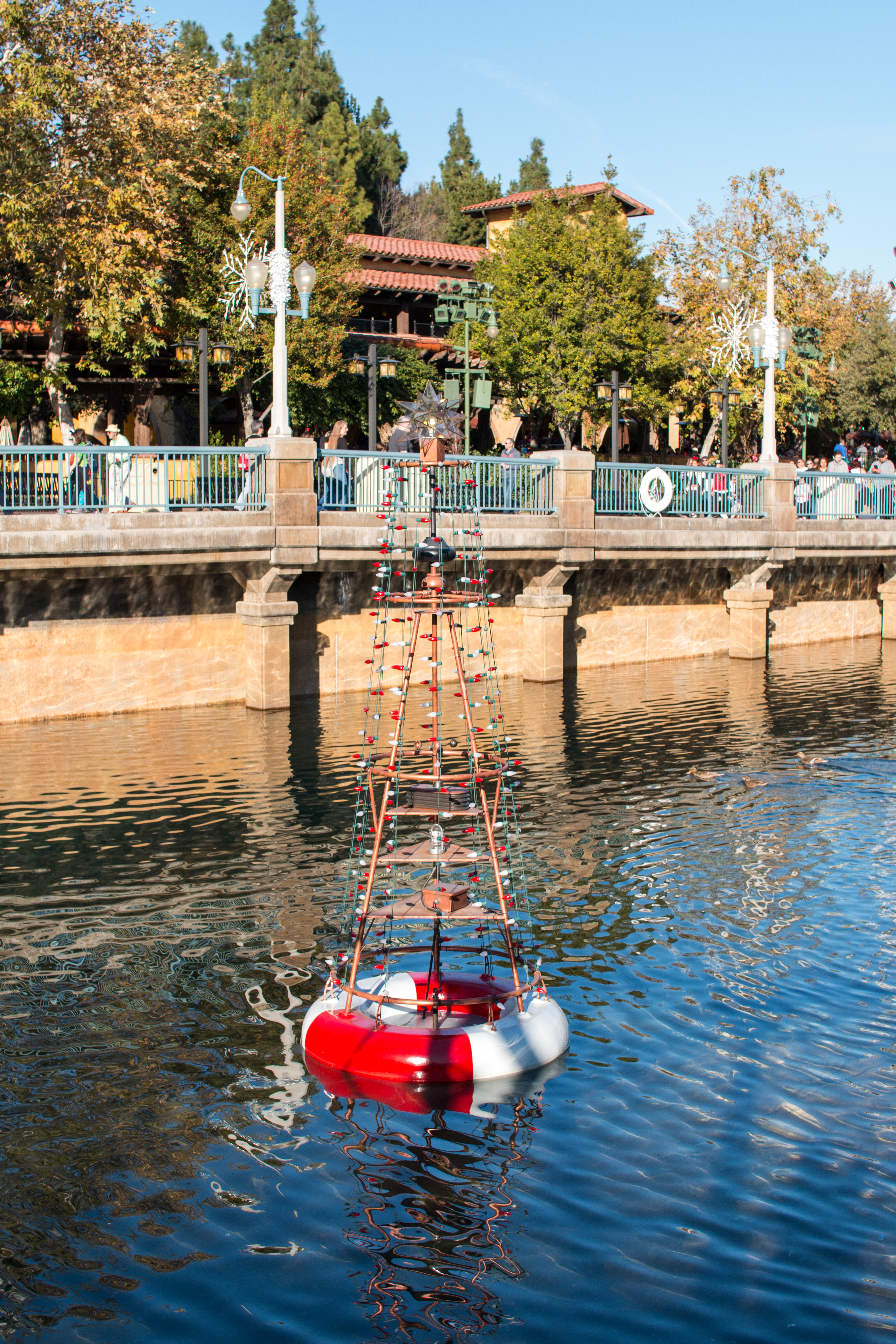
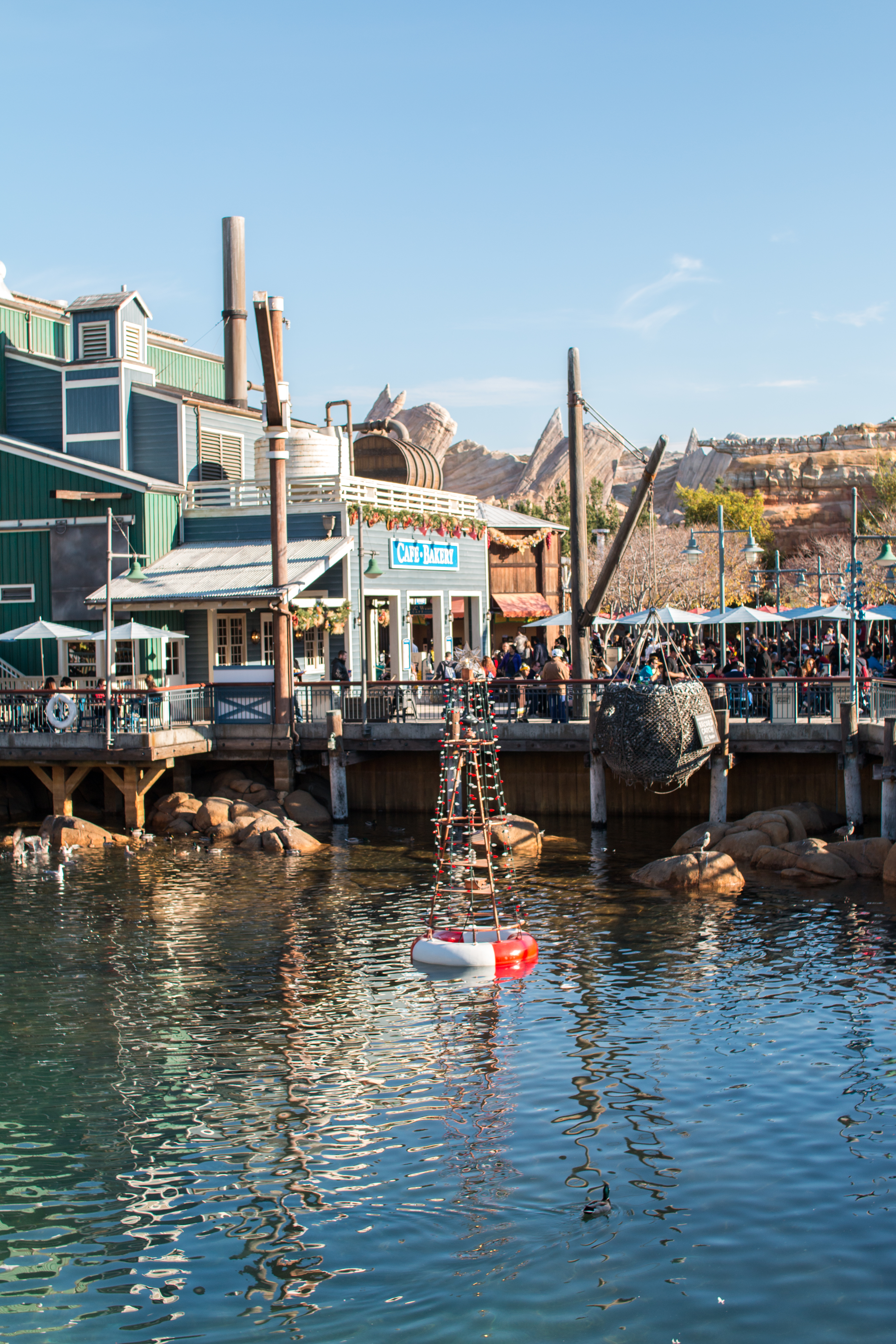
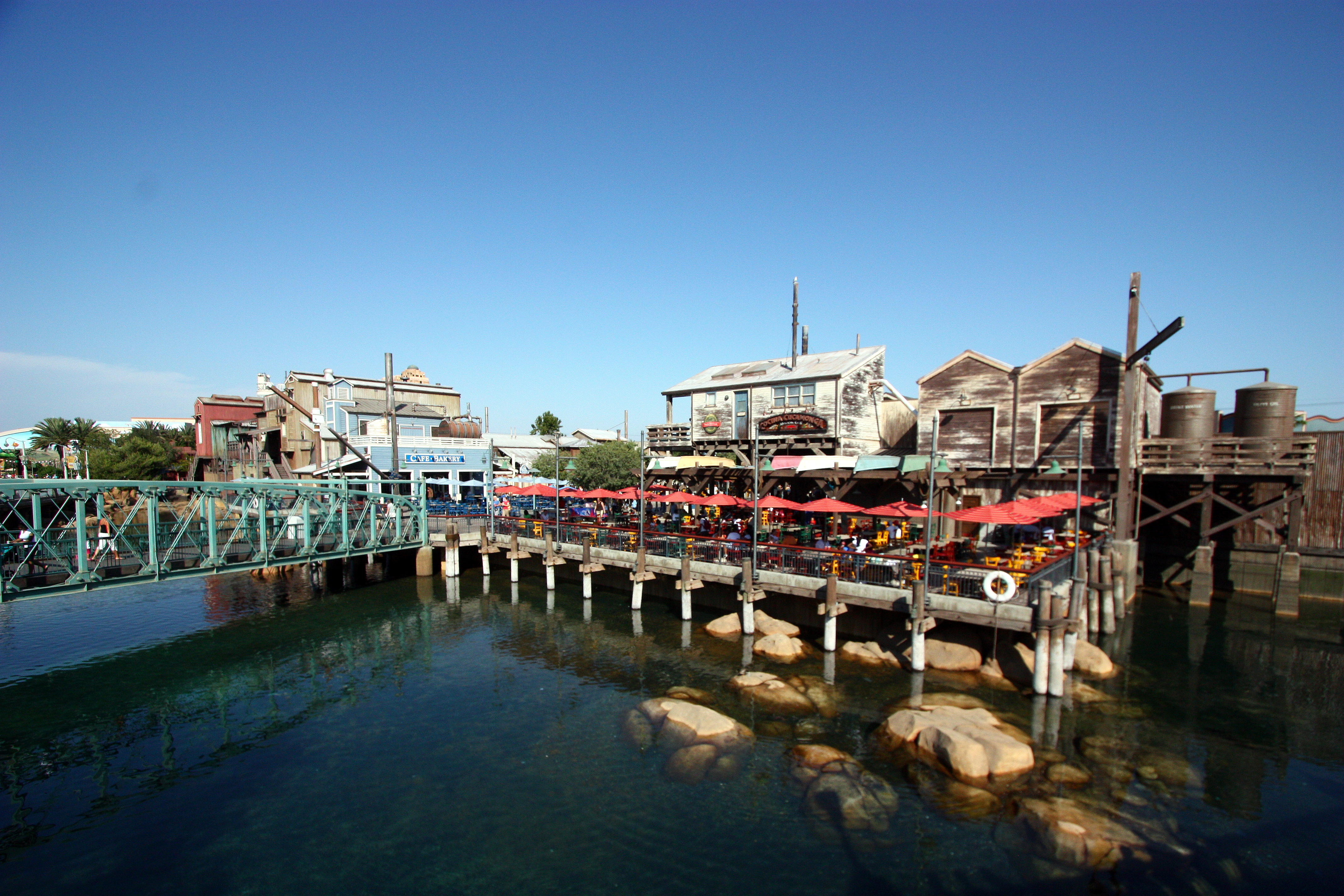
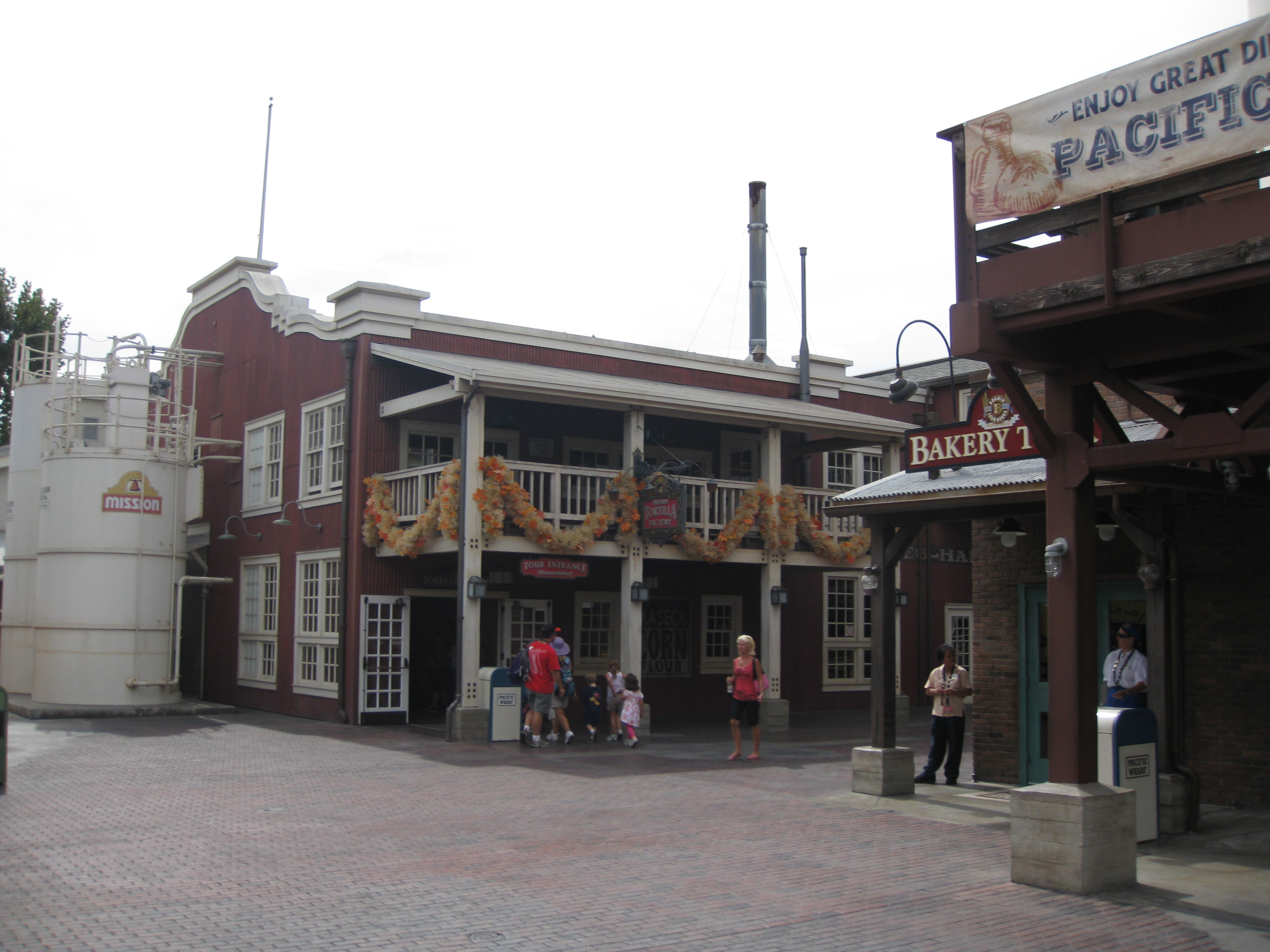

### Cars Land
Het thema van Cars Land richt zich op het dorpje Radiator Springs uit de films van Cars. Het gebied is opgebouwd rondom één doodlopende hoofdstraat met enkele zijwegen. Aan het begin van deze straat ligt links de attractie Mater's Junkyard Jamboree. Verderop in deze straat liggen de restaurants Cozy Cone Motel en Flo's V8 Café. Een zijweg links leidt naar de attractie Luigi's Rollickin' Roadsters. Een zijweg rechts leidt terug naar het Pacific Wharf-gebied. Aan het eind van de hoofdstraat ligt de grootschalige attractie Radiator Springs Racers, die zo goed als het halve themagebied omarmt met haar parcours en haar rotsformaties in de vorm van buttes.

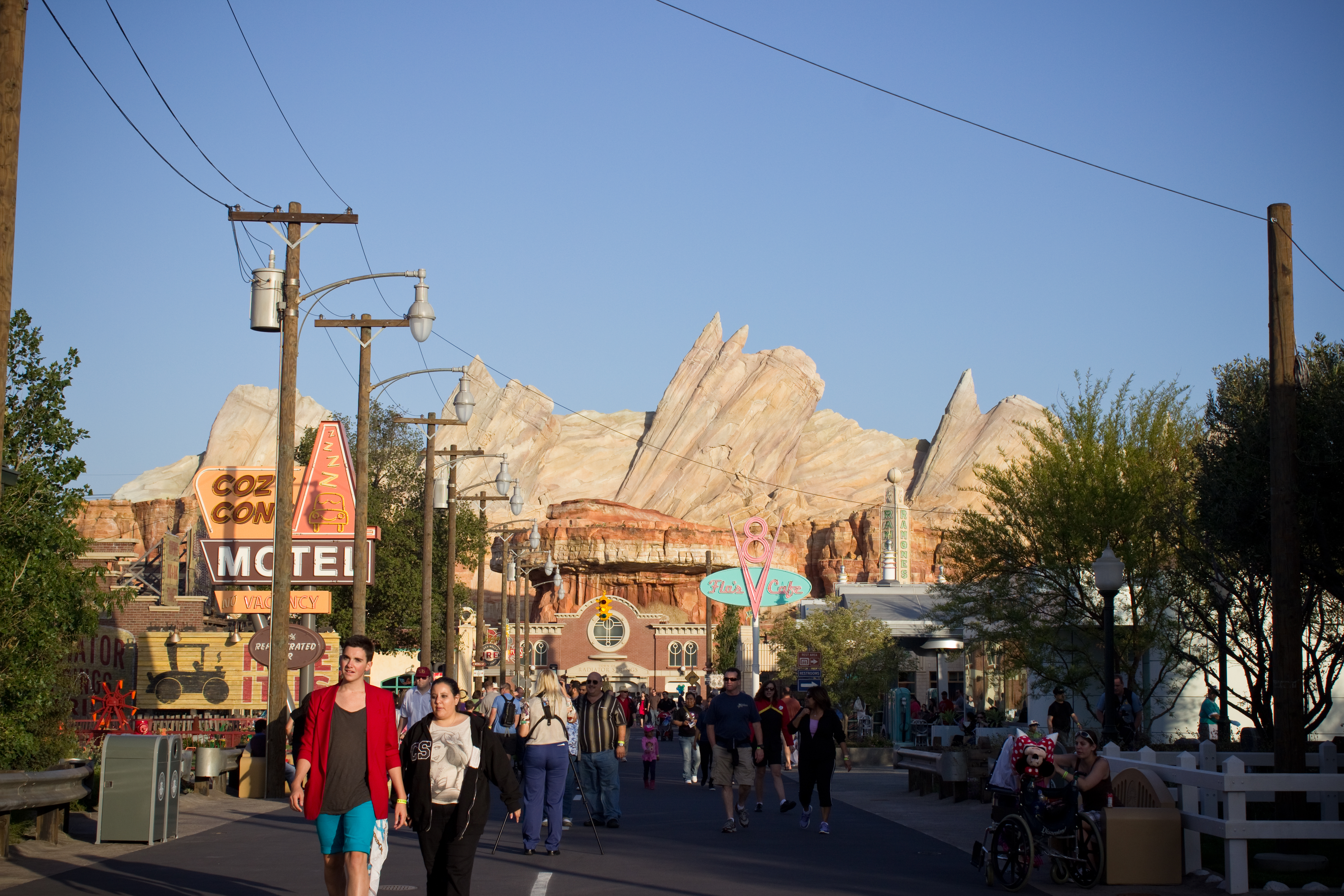
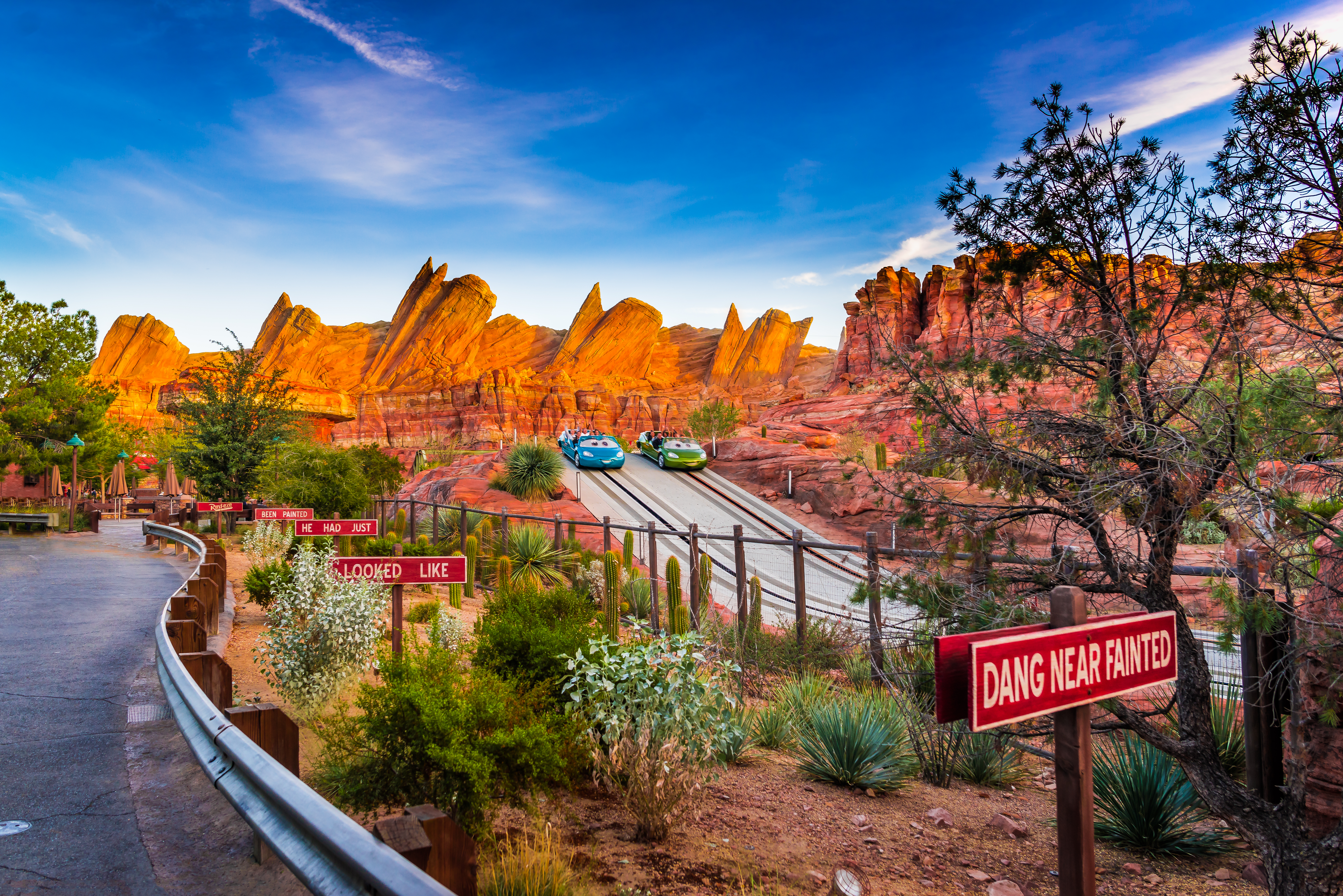
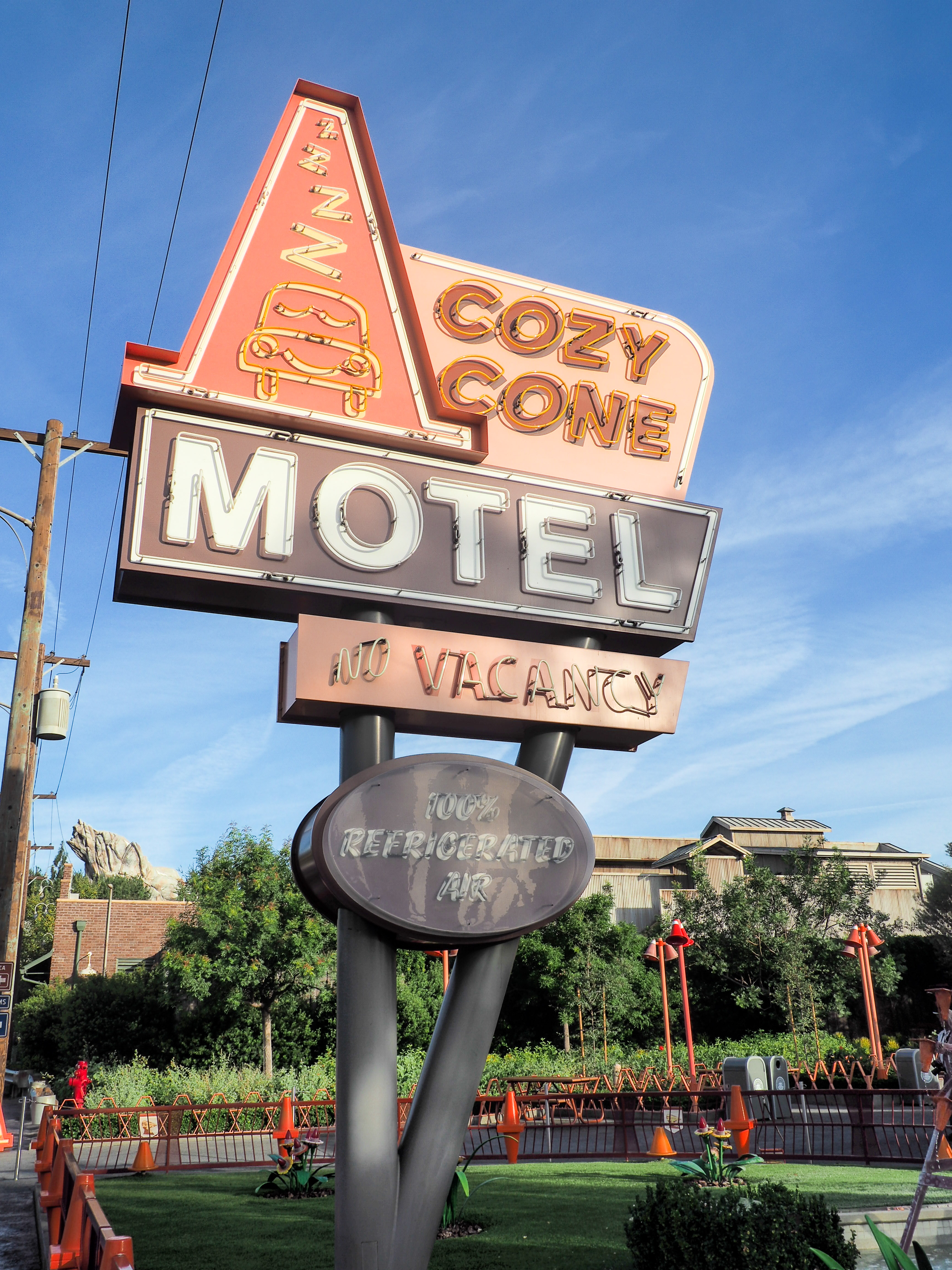
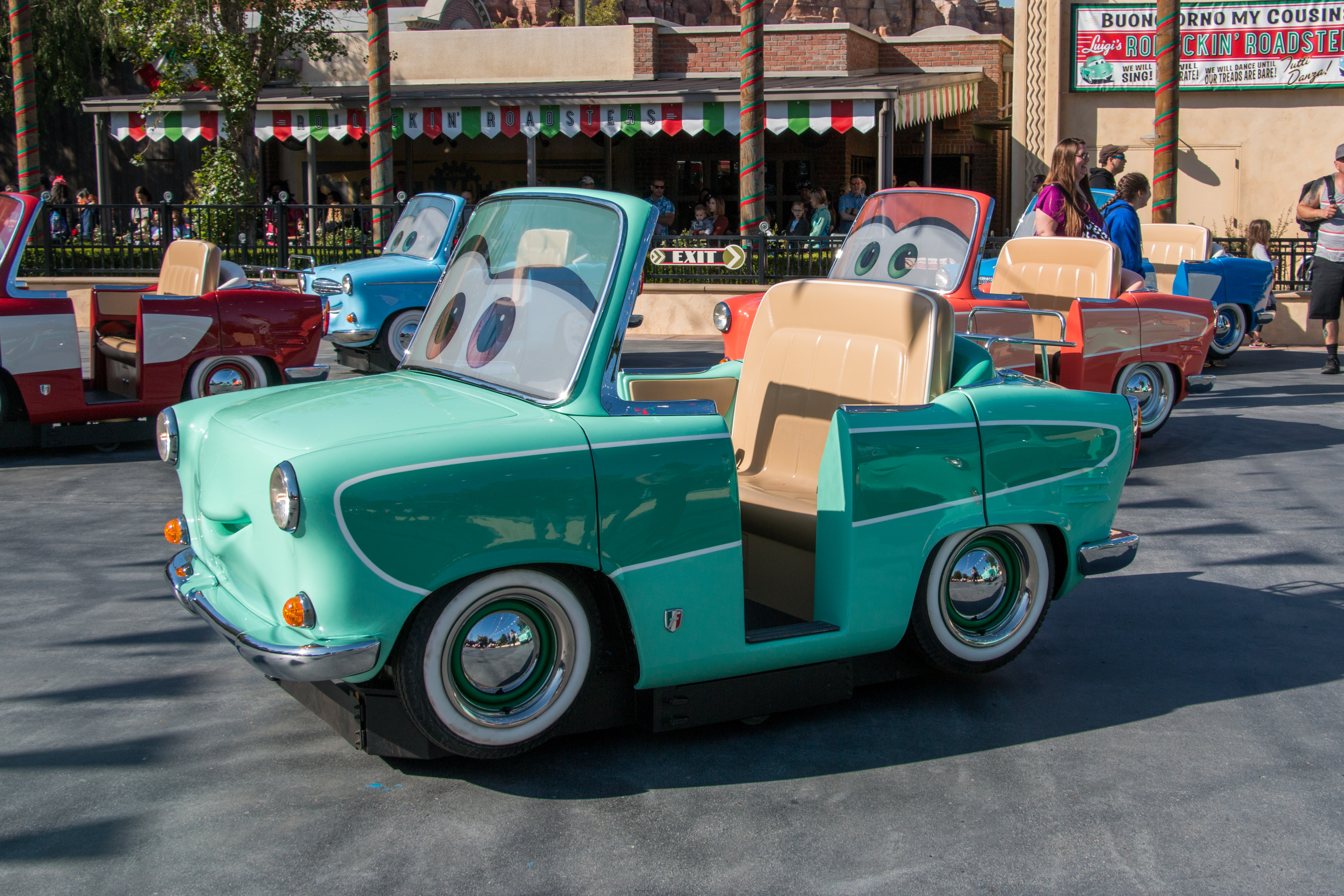
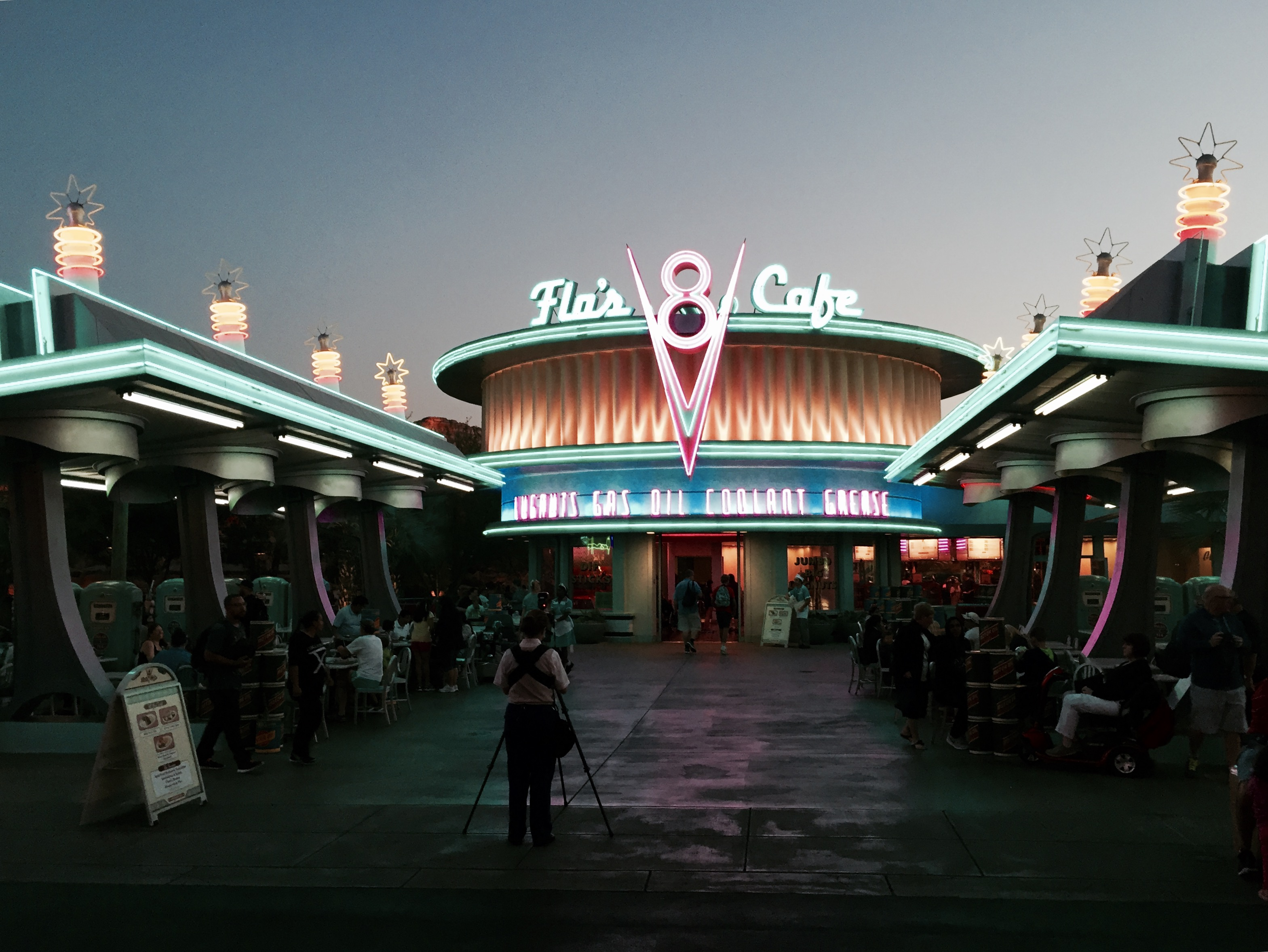

### Pixar Pier
Pixar Pier richt zich qua thema op de Californische attractieparken op piers en is gelegen rondom een waterpartij, de Paradise Bay. Vanaf Pacific Wharf kloksgewijs om deze waterpartij heen liggen op een pier enkele horecagelegenheden. Deze pier loopt vervolgens naar het vasteland, waar de ingang van Incredicoaster te vinden is, evenals de attracties Jessie's Critter Carousel en Toy Story Midway Mania!. Verder zijn in dit gedeelte vooral de kermisspellen van Games of Pixar Pier te vinden.

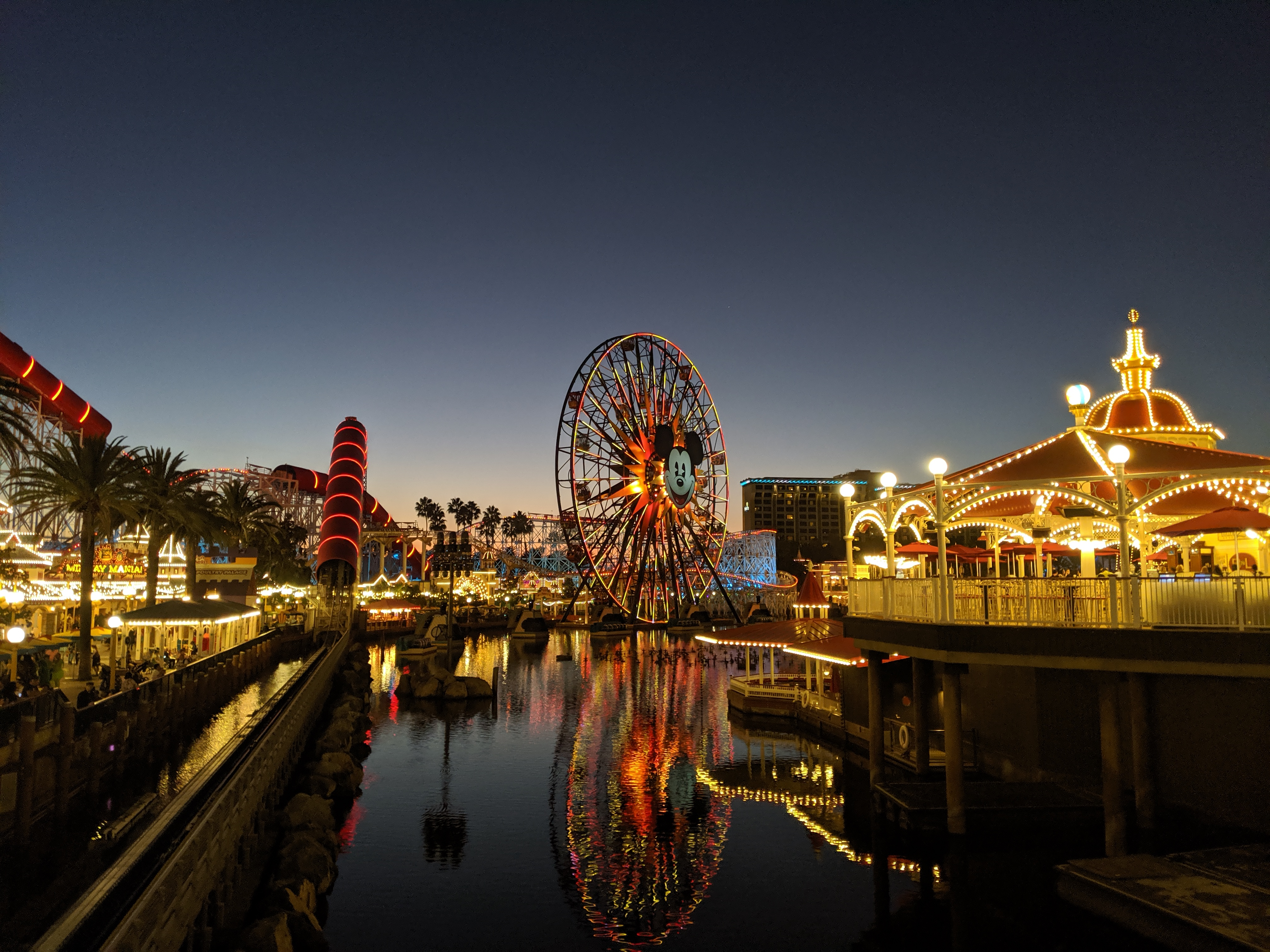
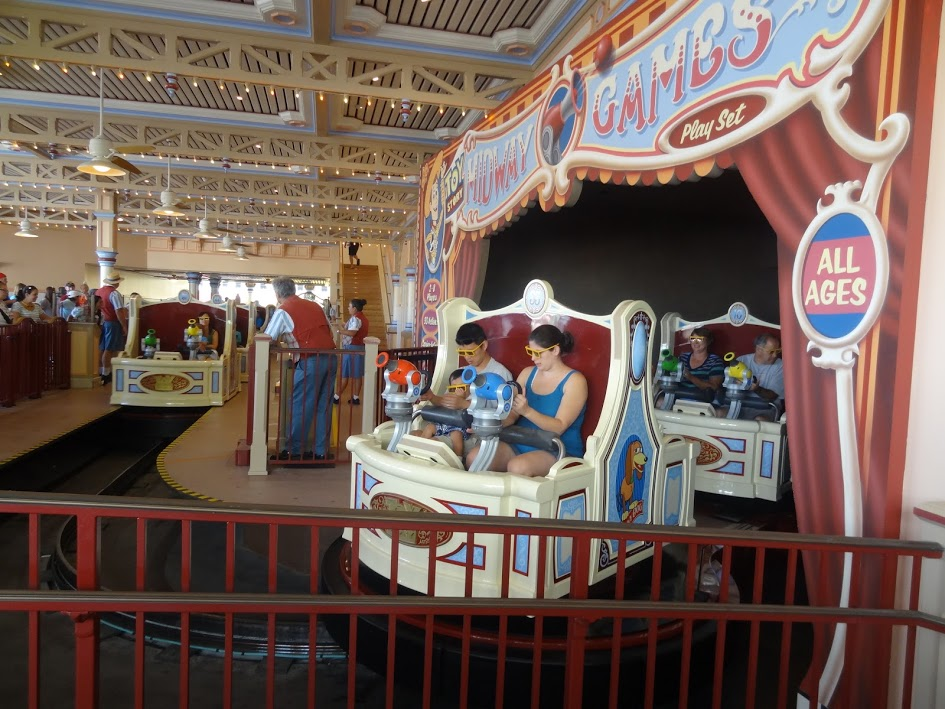

### Paradise Gardens Park
Paradise Gardens Park ligt tezamen met Pixar Pier aan een meer in het westen van het park. Op dit meer wordt geregeld de watershow World of Color gepresenteerd. In het themagebied bevinden zich de volgende attracties: Pixar Pal-A-Round, Inside Out Emotional Whirlwind, Goofy's Sky School, Silly Symphony Swings, Jumpin' Jellyfish Golden Zephyr en The Little Mermaid ~ Ariel's Undersea Adventure. Voorheen behoorde dit themagebied bij Pixar Pier.

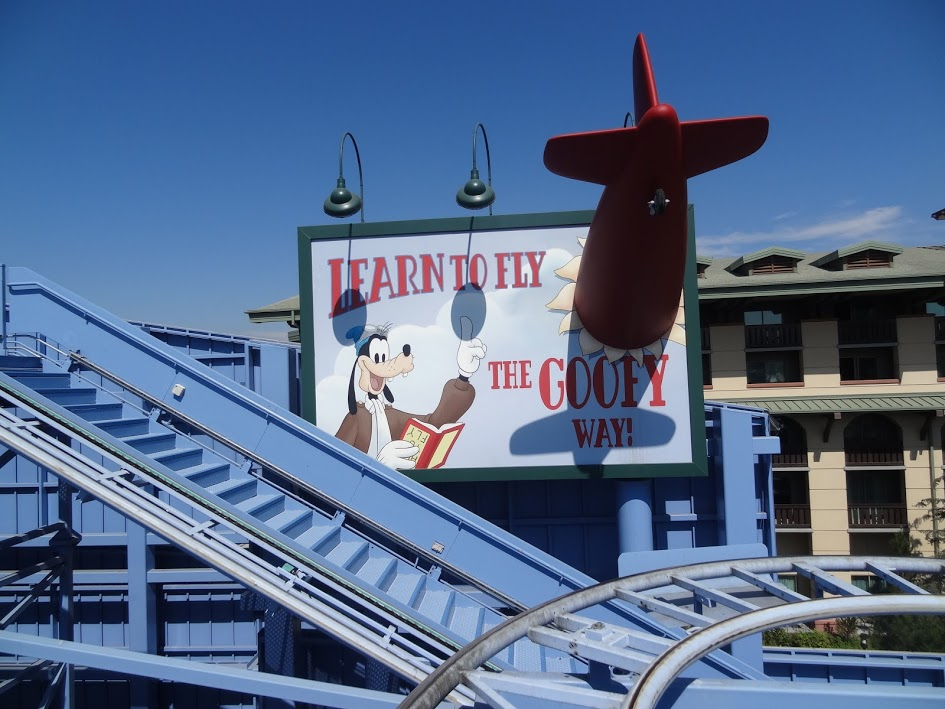
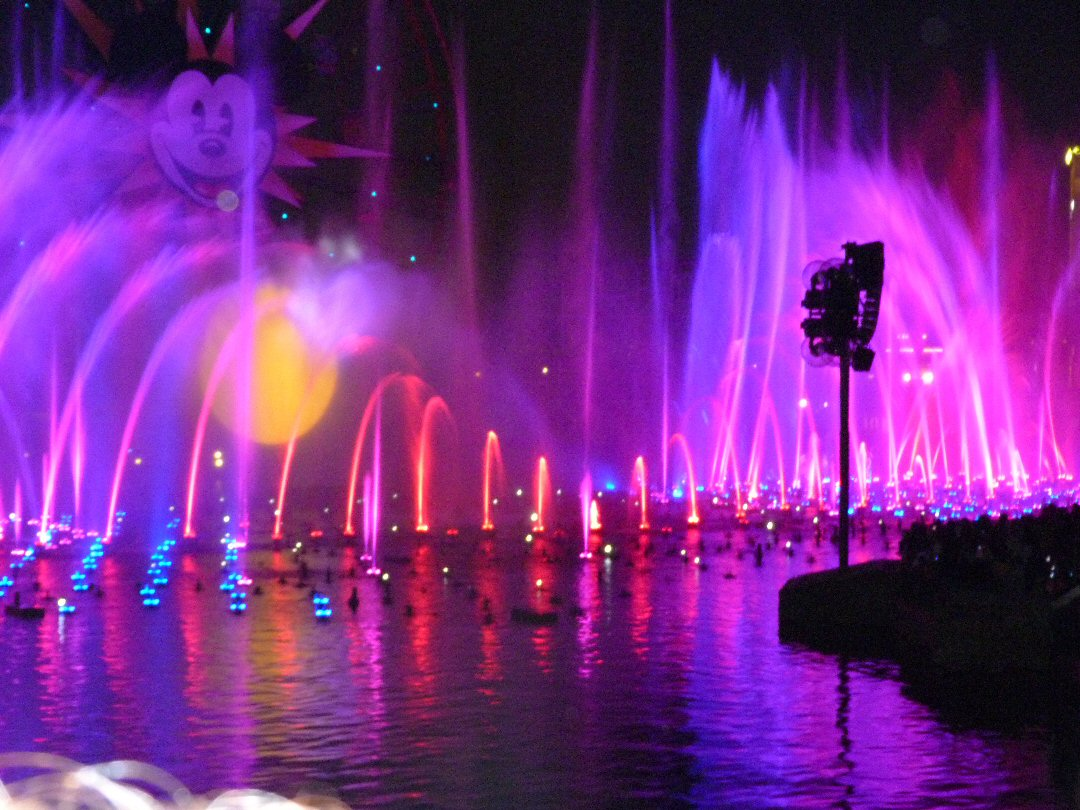
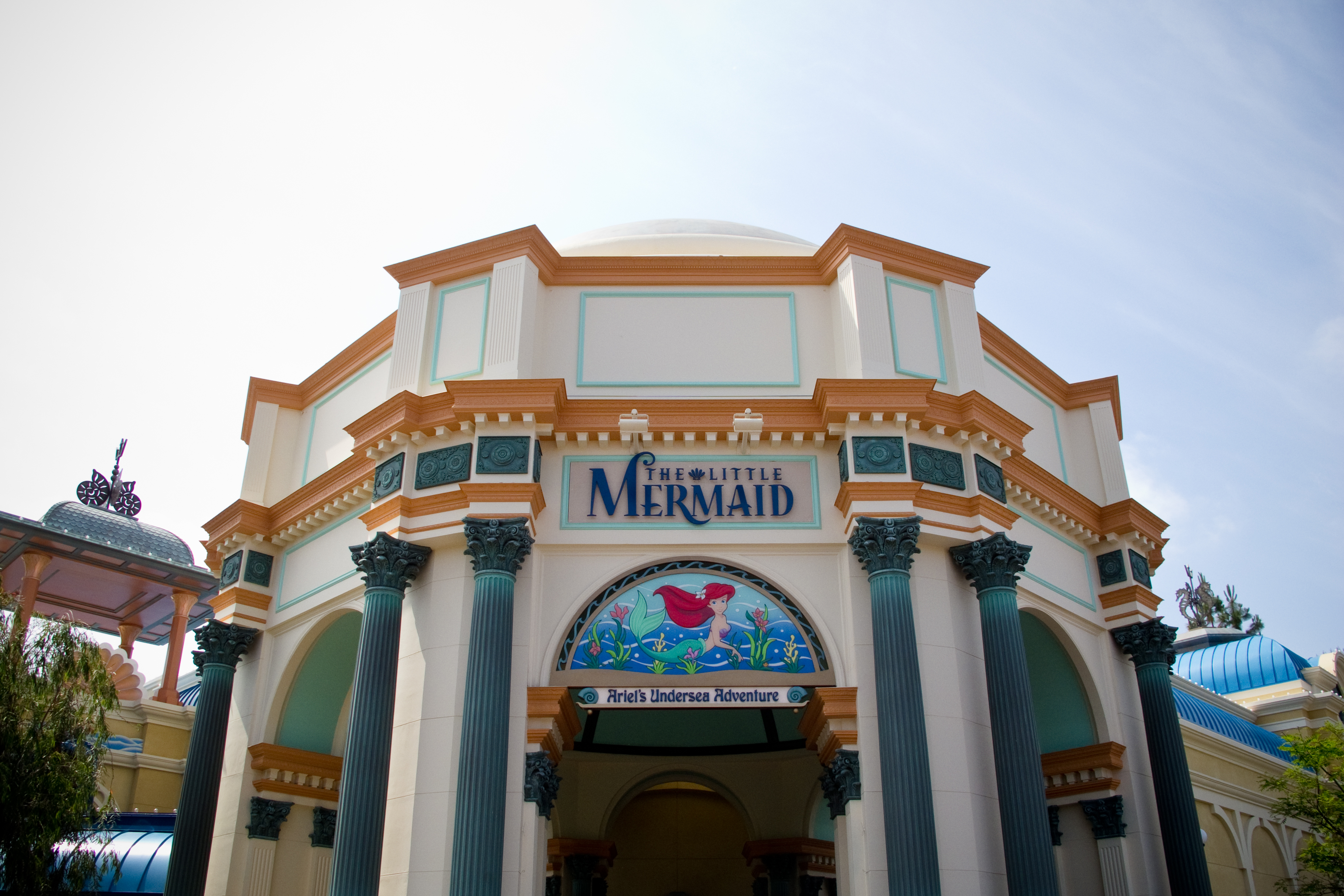

### Grizzly Peak
Het thema van Grizzly Peak richt zich op de nationale parken in Californië, zoals Yosemite en Sequoia National Park. Bij binnenkomst vanuit Pixar Pier ligt links de attractie Redwood Creek Challenge Trail. Rechts ligt de attractie Grizzly River Run, die gekenmerkt wordt door een grote rotsformatie in de vorm van een grizzlybeer (de eigenlijke grizzly peak). De weg loopt vervolgens door naar een gebied dat gethematiseerd is als een vliegveld in de natuurparken van Californië: Grizzly Peak Airfield. In dit gebied ligt de attractie Soarin' Around the World en ligt het restaurant Smoke Jumpers Grill. Dit gebied leidt daarna weer terug naar het verdeelplein in Buena Vista Street. Grizzly Peak wordt aan de buitenzijde van het park omarmd door Disney's Grand Californian Hotel & Spa.

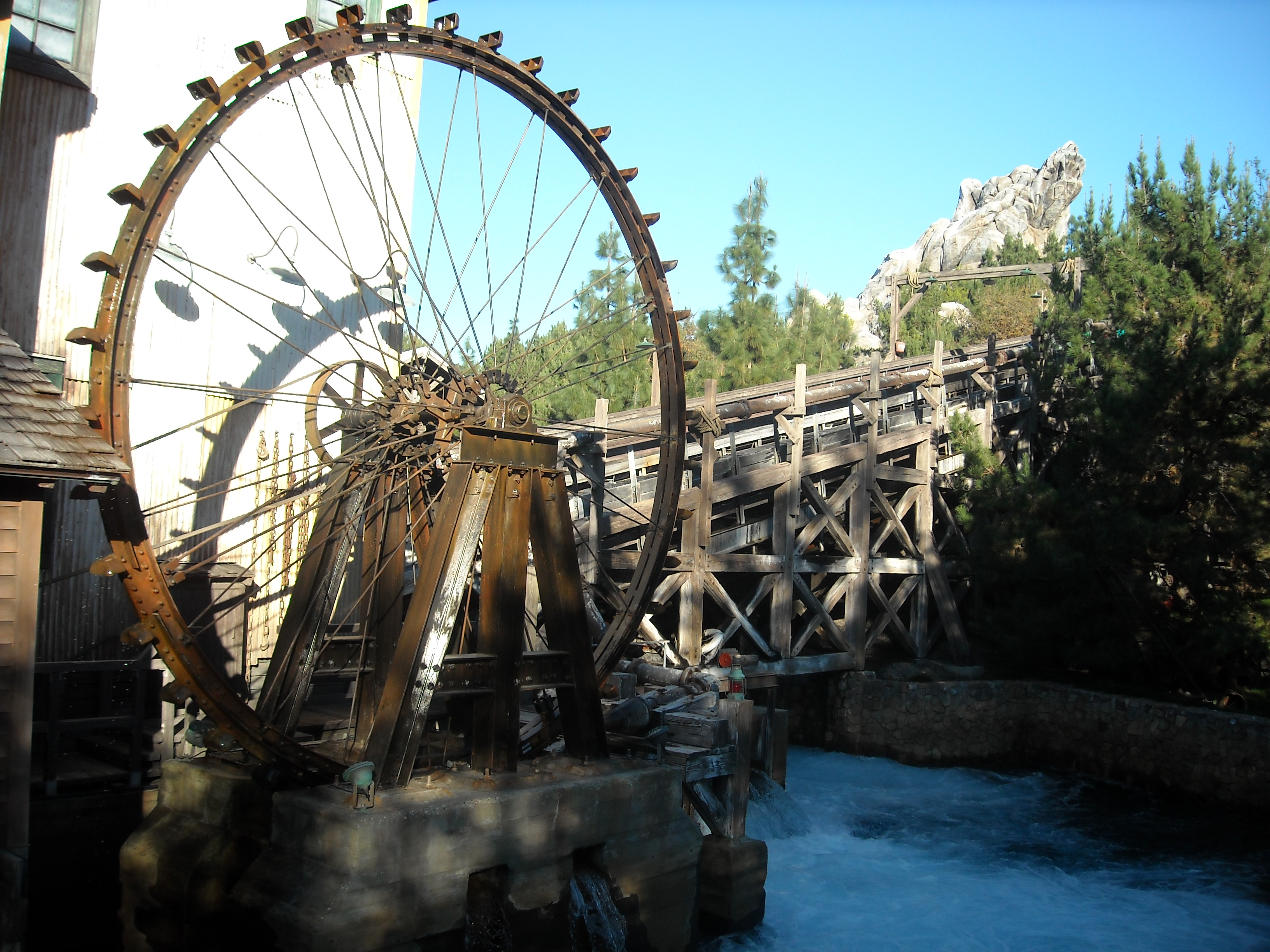
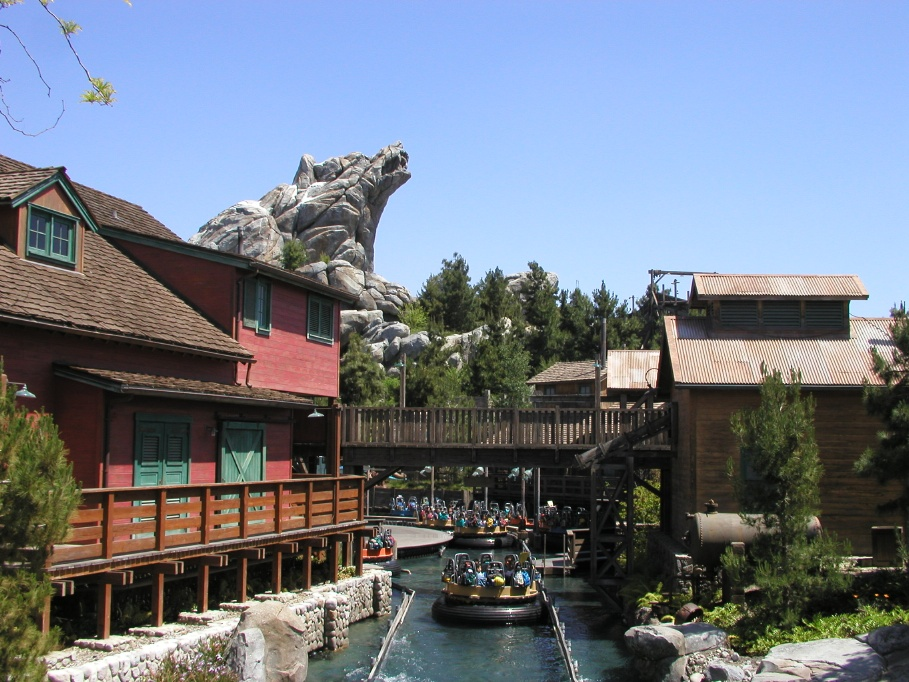
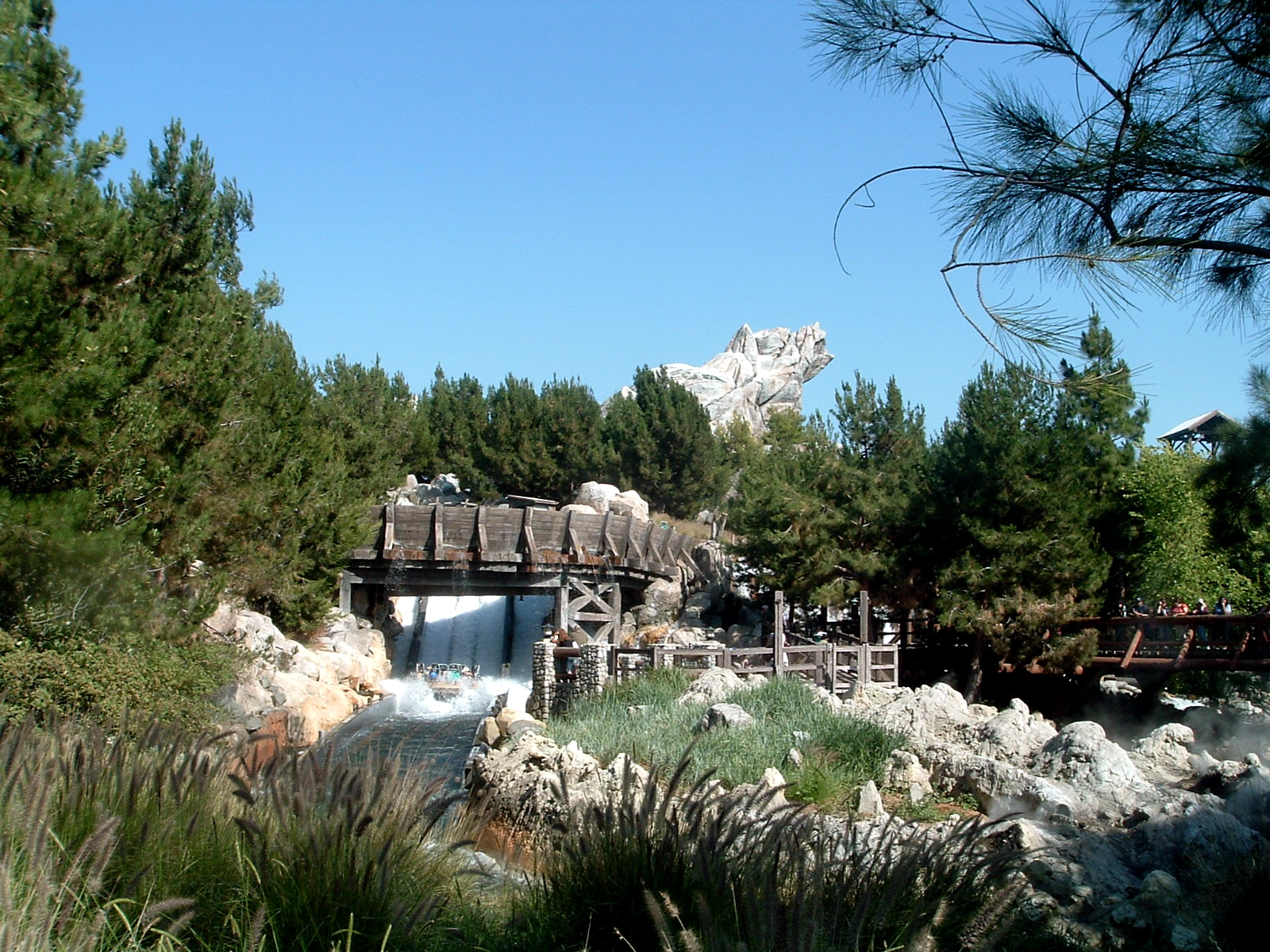

### Avengers Campus
Avengers Campus is een themagebied datin het teken van de Marvel-striphelden The Avengers. Avenger Campus bestaat uit de attracties: Guardians of the Galaxy - Mission: Breakout! en Web Slingers: A Spider-Man Adventure. Het is gebouwd op de locatie waar is het themagebied It's a bugs land stond. Het themagebied is het enige themagebied in het park dat niks te maken heeft met het hoofdthema van het attractiepark: Californië.

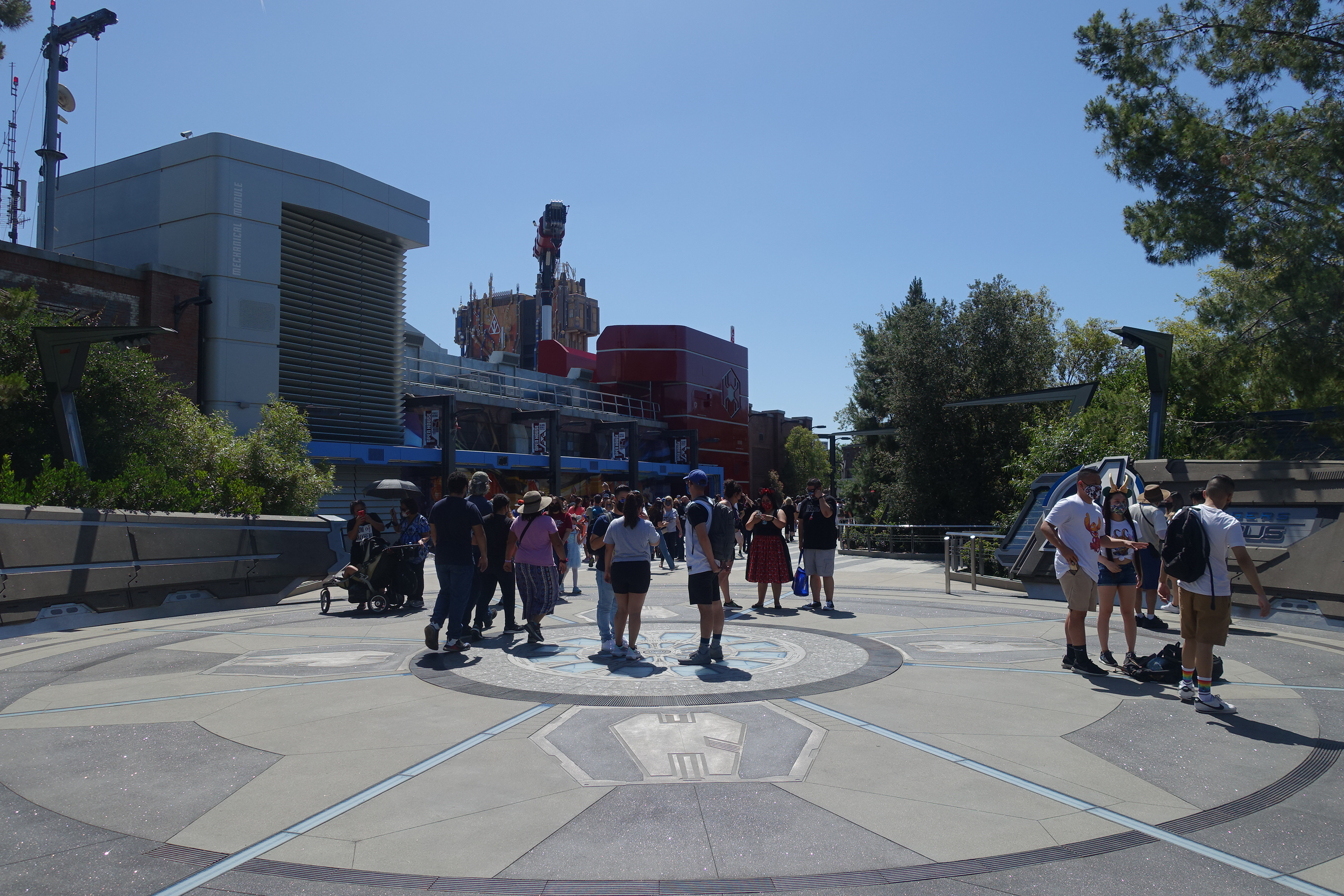
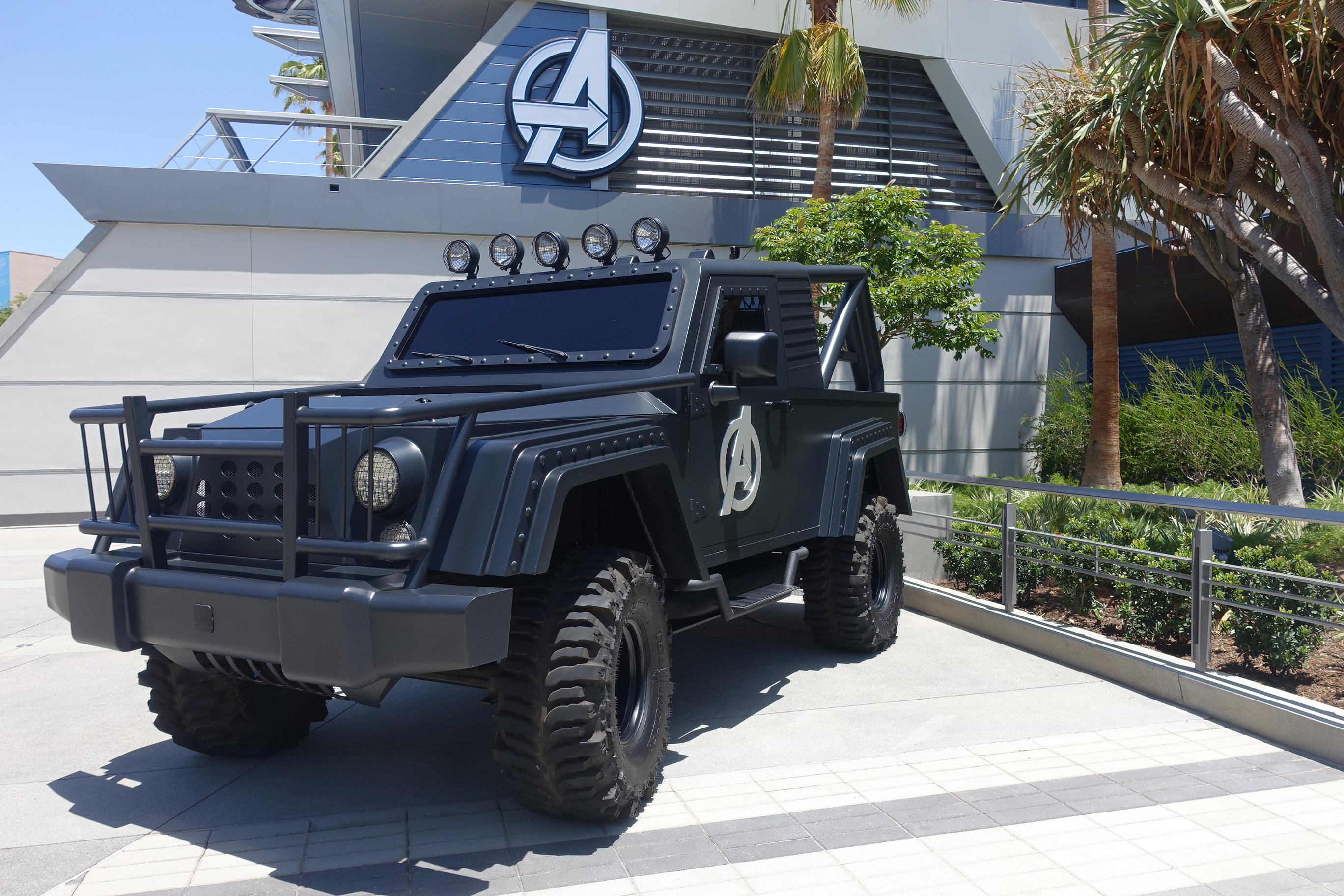
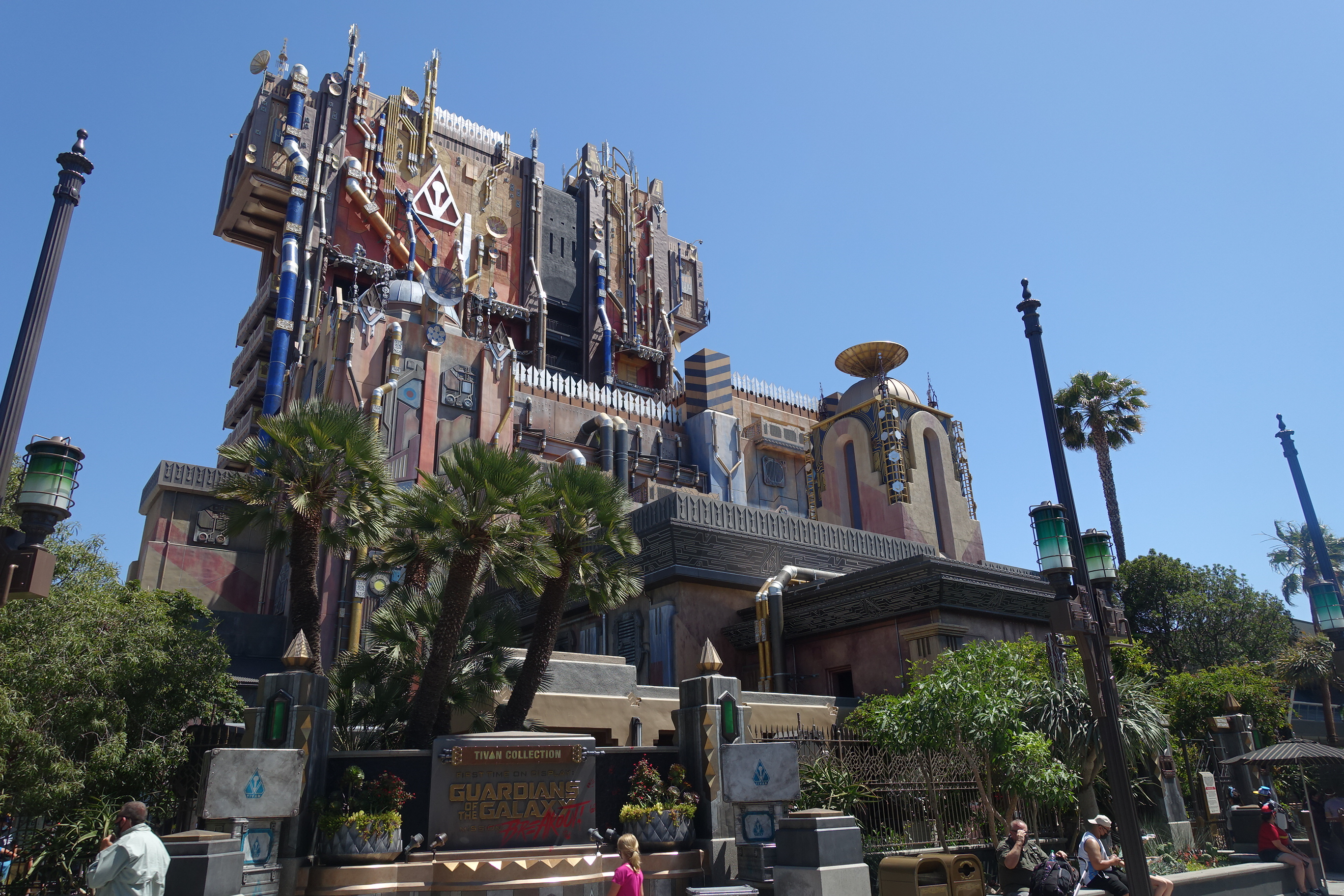